# Kirchenbezirk Rottweil
Der Evangelische Kirchenbezirk Rottweil ist einer der 41 Kirchenbezirke der Evangelischen Landeskirche in Württemberg. Er entstand zum 1. Januar 2025 durch Fusion des Kirchenbezirks Tuttlingen und großer Teile des Kirchenbezirks Sulz am Neckar.

## Geografie
Der Kirchenbezirk Rottweil liegt im Südwesten der württembergischen Landeskirche. Sein Gebiet umfasst die Landkreise Tuttlingen und Rottweil sowie die Stadtteile Schwenningen am Neckar und Weigheim der Stadt Villingen-Schwenningen im Schwarzwald-Baar-Kreis und die Gemeinde Beuron (ohne den Ortsteil Hausen im Tal) des Landkreises Sigmaringen.
Der Kirchenbezirk Rottweil gliedert sich in vier Teilgebiete, Rottweil Süd (Kirchengemeinden Neuhausen ob Eck, Geisingen, Hausen ob Verena, Immendingen, Mühlheim/Donau, Rietheim, Spaichingen, Tuttlingen), Rottweil West (Kirchengemeinden Aldingen, Schwenningen, Talheim, Trossingen, Tuningen), Rottweil Mitte (Kirchengemeinden Deißlingen, Fluorn, Locherhof, Rötenberg, Rottweil, Flözlingen-Zimmern, Schramberg und Lauterbach, Sulgen, Wehingen) und Rottweil Nord (Kirchengemeinden Aistaig, Bergfelden, Boll, Dornhan, Hopfau-Dürrenmettstetten, Marschalkenzimmern-Weiden, Mühlheim-Empfingen-Renfrizhausen, Oberndorf, Sigmarswangen, Sulz-Holzhausen, Trichtingen, Vöhringen, Wittershausen).

### Nachbarkirchenbezirke
Der Kirchenbezirk Rottweil grenzt an folgende Kirchenbezirke (im Uhrzeigersinn beginnend im Westen): Freudenstadt, Calw-Nagold, Herrenberg, Tübingen und Balingen. Im Südwesten hat er eine Grenze zur Evangelischen Landeskirche in Baden.

## Geschichte
Der Kirchenbezirk Rottweil entstand durch Fusion der vormals separaten Kirchenbezirke Tuttlingen und Sulz am Neckar, jedoch ohne die Gemeinden, die in den Landkreisen Balingen und Freudenstadt liegen (also z. B. Rosenfeld und Horb) und deshalb Teil der Kirchenbezirke Balingen und Freudenstadt wurden.
Das Gebiet des ehemaligen Dekanats bzw. Kirchenbezirks Tuttlingen ist infolge der früheren Zugehörigkeit zu Vorderösterreich, zur Reichsstadt Rottweil und zum Fürstentum Fürstenberg sowie zu kleineren Herrschaften überwiegend katholisch geprägt. Nur Tuttlingen selbst, Schwenningen a. N., Trossingen mit Schura, Aldingen, Tuningen, Talheim, Rietheim, Hausen ob Verena und Neuhausen ob Eck gehörten zum alten Kernland Württembergs, wo ab 1534 die Reformation eingeführt wurde. In die meisten anderen Orte zogen überwiegend erst seit dem 19. Jahrhundert evangelische Bewohner zu und es wurden evangelische Kirchengemeinden gegründet.
Tuttlingen wurde nach Einführung der Reformation 1535 Sitz einer Spezialsuperintendentur, die zunächst zum Generalat Bebenhausen gehörte. 1810 kam das Dekanat Tuttlingen zum Generalat Tübingen, 1823 zum Generalat Reutlingen und 1913 zum Generalat Ulm, aus dem 1924 die heutige Prälatur Ulm hervorging. Seit 1956 gehört es zur Prälatur Reutlingen.
Am 1. Januar 1977 wurden die Kirchengemeinden Geisingen, Immendingen und Möhringen sowie die Bewohner aus Eßlingen von der Evangelischen Landeskirche in Baden in die württembergische Landeskirche umgegliedert.
Das Gebiet des ehemaligen Dekanats bzw. Kirchenbezirks Sulz am Neckar gehörte vor 1800 zu einer Vielzahl von Herrschaften. Davon führten nur wenige, darunter Württemberg, die Reformation ein. Daher ist das Gebiet mehrheitlich katholisch geprägt. Evangelisch ist vor allem der Raum Sulz am Neckar, wo ab 1534 die Reformation eingeführt wurde. Die Stadt wurde alsbald auch Sitz einer Spezialsuperintendantur, die jedoch von 1583 bis 1616 den Äbten von St. Georgen bzw. Alpirsbach unterstand. Seit 1617 ist Sulz Sitz der Spezialsuperintendantur, heute Dekanat. Sie gehörte zunächst zum Generalat Bebenhausen, ab 1810 zu Tübingen, ab 1823 zu Reutlingen, ab 1913 zu Ulm und schließlich wieder zum Generalat Reutlingen, aus dem die heutige Prälatur Reutlingen hervorging.
Bis 1919 gehörte auch die Kirchengemeinde Alpirsbach zum Kirchenbezirk Sulz am Neckar. Durch Bekanntmachung des Konsistoriums vom 4. Juli 1919 wurde sie in den Kirchenbezirk Freudenstadt umgegliedert.
Zum 1. Januar 2025 erfolgte die Fusion zum neu gegründeten Kirchenbezirk Rottweil.

## Leitung
Die Leitung des Kirchenbezirks obliegt der Bezirkssynode, dem Kirchenbezirksausschuss (KBA) und dem Dekan.

### Dekane des Kirchenbezirks Rottweil ab 2025
- zunächst Ulrich Dewitz und Christoph Hofius als Administratoren
- ab Herbst 2025: Ulrich Dewitz[1]

### Dekane des ehemaligen Kirchenbezirks Tuttlingen 1781–2024
- 1781–1803 Johann Samuel Heller
- 1804–1819 Johann Immanuel Schmid
- 1819–1838 Karl Friedrich Kapff

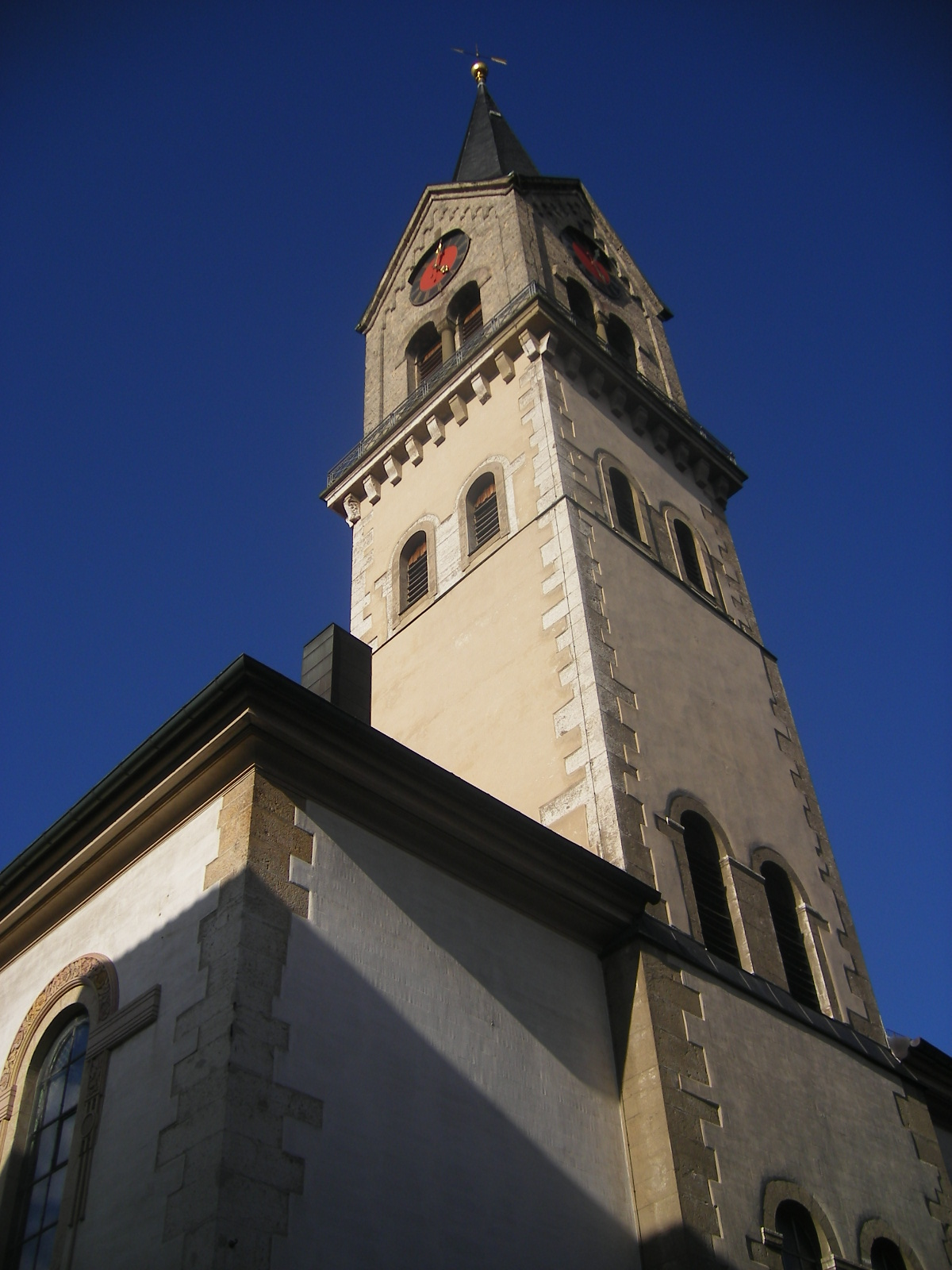
Die Stadtkirche Tuttlingen war Sitz der Dekane des Kirchenbezirkes Tuttlingen

- 1839–1842 Christian Gottlob von Moser
- 1842–1850 Friedrich Jakob Philipp Heim
- 1851–1879 Julius Hartmann
- 1880–1897 Karl Friedrich Jäger (1825–1903)
- 1898–1908 Friedrich Fischer (1853–1933)
- 1909–1920 Joseph Haller
- 1921–1933 Paul Hinderer (1870–1937)
- 1933–1934 ? Fircher (?)
- 1934–1935 ?? kommissarisch
- 1935–1948 Manfred Ebbinghaus
- 1948–1953 Ernst Lachenmann
- 1953–1965 Friedrich Stichler (1900–1996)
- 1965–1975 Erhard John (1920–2007)
- 1975–1987 Walter Schlenker (1928–2018)
- 1988–1997 Martin Mayer (1935–2013)
- 1998–2012 Frank Morlock (* 1952)
- 2012–2022 Sebastian Berghaus (* 1963)
- 2022–2024 Ulrich Dewitz (Administrator) (* 1972)

### Dekane des ehemaligen Kirchenbezirks Sulz am Neckar 1793–2024
- 1793–1814 Johann Georg Bauder
- 1815–1824 Johann Friedrich Christian Hartmann
- 1824–1843 Gottlieb Friedrich Binder
- 1844–1857 Karl Gottlieb Hegelmaier
- 1857–1864 Paul Friedrich Lang
- 1864–1870 Christian Friedrich Kalchreuter (1819–1904)
- 1871–1877 Ulrich Finckh (1825–1897)
- 1877–1887 Robert Kern
- 1887–1892 Alfred Friedrich Klemm
- 1892–1903 Hermann Friedrich Öffinger
- 1903–1917 Gottlob Meidele
- 1918–1925 Wilhelm Keller
- 1926–1936 Hermann Findeisen
- 1937–1944 Albrecht Schmidt
- 1944–1953 Ernst Rapp (1898–1988)
- 1953–1968 Alfons Schosser (1905–1974)
- 1968–1988 Karl Hartmann (1925–1998)
- 1988–1996 Wilhelm Scheytt (* 1931)
- 1997–2012 Claus-Dieter Stoll (* 1948)
- 2012–2022 Ulrich Vallon (* 1959)
- 2022–2024 Christoph Hofius (Administrator) (* 1966)

## Einrichtungen

### Bezirksjugendwerk
Die bisher noch selbständigen Bezirksjugendwerke Tuttlingen und Sulz am Neckar streben eine Fusion zum Bezirksjugendwerk Rottweil zum 1. Januar 2026 an.

## Kirchengemeinden

### Aistaig

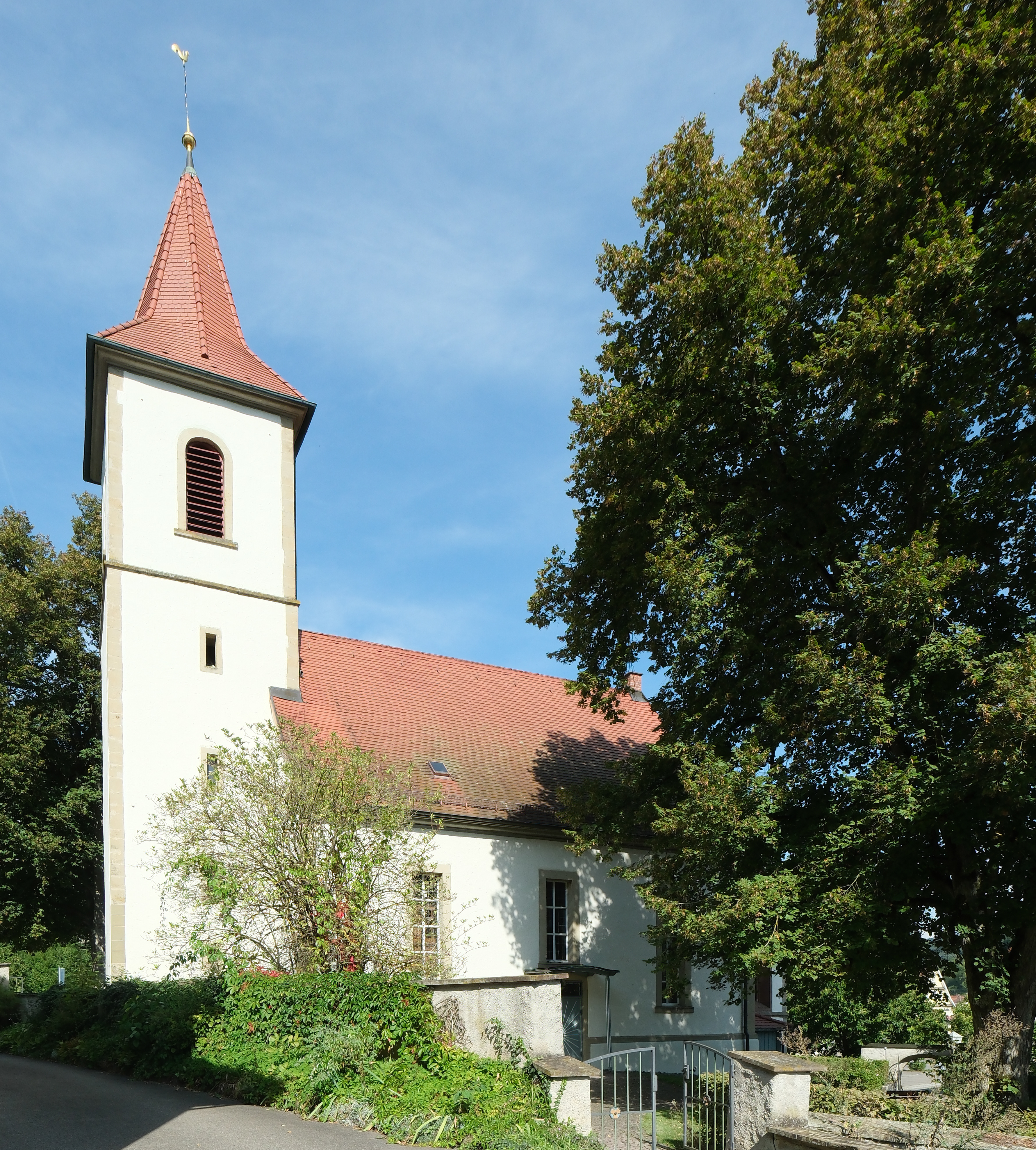
Galluskirche in Aistaig

Die Kirchengemeinde Aistaig (etwa 800 Mitglieder) umfasst den Stadtteil Aistaig der Stadt Oberndorf am Neckar, wobei der Weiler Lautenbach erst durch Bekanntmachung des Oberkirchenrats vom 10. Mai 1928 von der Kirchengemeinde Oberndorf in die Kirchengemeinde Aistaig umgegliedert wurde. Eine Pfarrei wird in Aistaig bereits 1275 erwähnt. Die Kirche, ursprünglich Filiale von Oberndorf am Neckar, war dem Heiligen Gallus geweiht. Die heutige Kirche wurde 1404 erbaut, das Schiff 1764.

### Aldingen

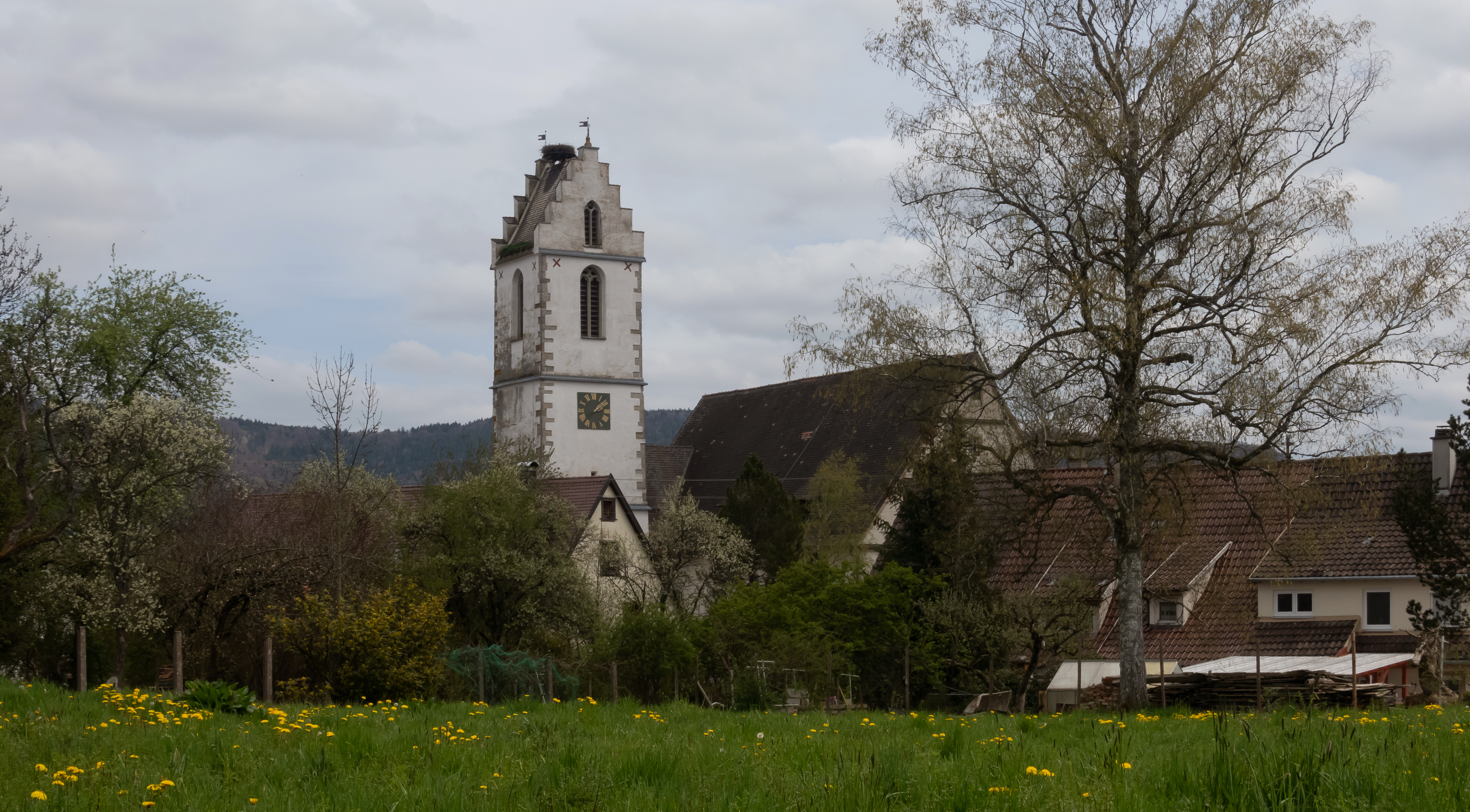
Mauritiuskirche in Aldingen

Die Kirchengemeinde Aldingen (ca. 3.550) umfasst die Gemeinden Aldingen (mit Aixheim), Denkingen und Frittlingen. 1258 wurde in Aldingen bereits ein Pleban an der Pfarrkirche St. Mauritius erwähnt. Über die Herren von Blumberg gelangte der Kirchensatz an die Johanniterkommende Rottweil. Nach der Reformation wurde Aldingen evangelisch und 1549 wurde die Kirche erneuert. Weitere Veränderungen gab es 1593 und 1720. 1887 wurde sie renoviert.
Die Nachbarorte Aixheim, Denkingen und Frittlingen blieben nach der Reformation katholisch. Die überwiegend erst nach dem Zweiten Weltkrieg zugezogenen evangelischen Bewohner wurden der Kirchengemeinde Aldingen zugeordnet. 1968 wurde in Denkingen im Wohngebiet Lachen eine eigene evangelische Kirche erbaut.
Durch Bekanntmachung des Oberkirchenrats vom 18. März 1949 wurde die Kirchengemeinde Aldingen um die Orte Egesheim (mit Bärental/Hammer), Königsheim und Reichenbach am Heuberg (ohne Holzwiesen), die bis dahin zur Kirchengemeinde Oberdigisheim (Kirchenbezirk Balingen) gehörten, vergrößert. In diese Orte waren evangelische Bewohner überwiegend erst nach dem Zweiten Weltkrieg zugezogen. Durch Bekanntmachung vom 14. April 1953 wurden diese Orte (wieder) von der Kirchengemeinde Aldingen abgetrennt und zusammen mit den bereits zuvor zu Aldingen gehörigen Orten Wehingen, Gosheim und Deilingen zur neuen Kirchengemeinde Wehingen zusammengeschlossen. Dieser neuen Kirchengemeinde wurde darüber hinaus noch Bubsheim (bisher zur Kirchengemeinde Rietheim gehörig) zugeordnet.

### Bergfelden

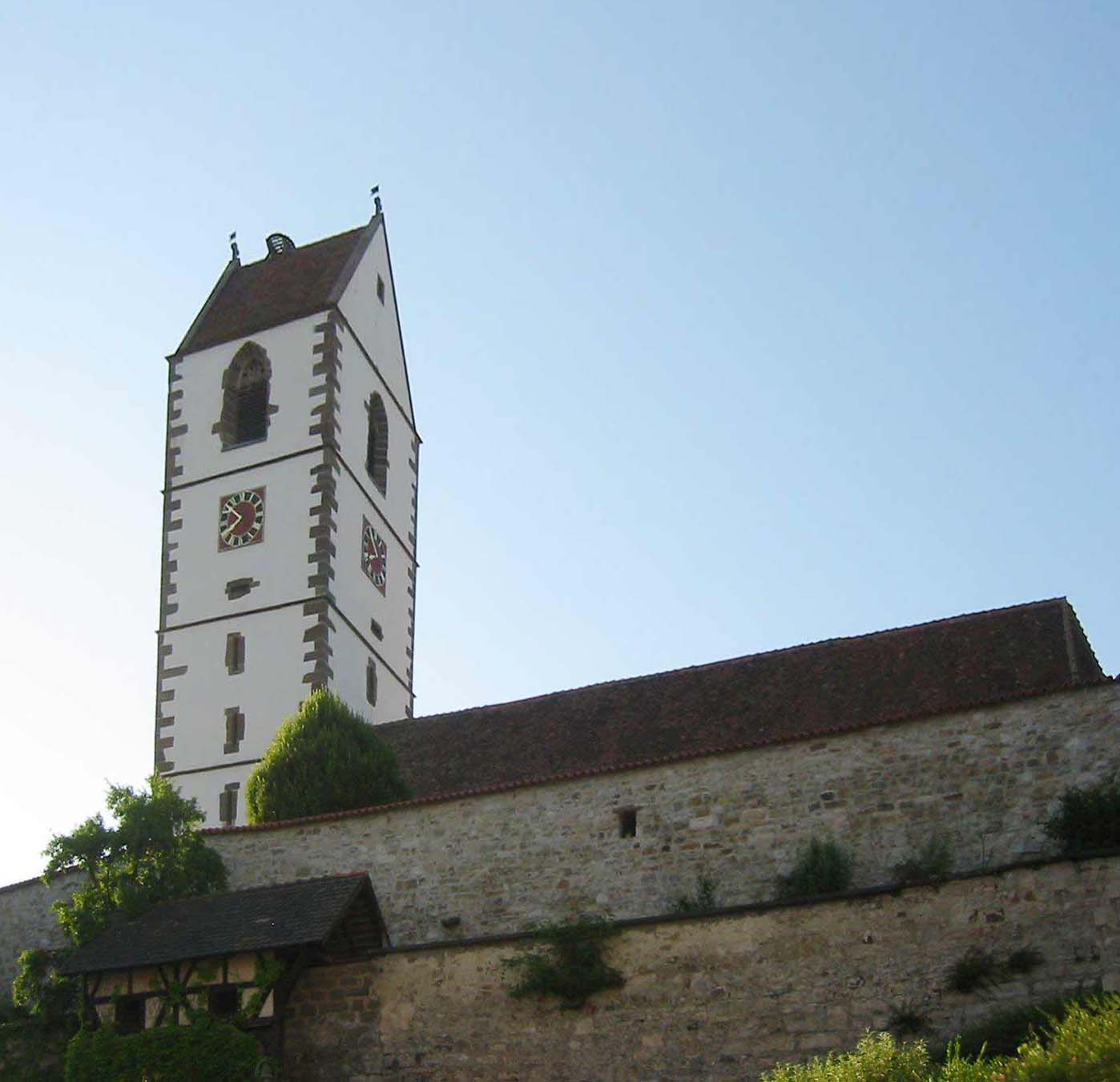
Remigiuskirche in Bergfelden

Die Kirchengemeinde Bergfelden (etwa 1.100 Mitglieder) umfasst den Stadtteil Bergfelden der Stadt Sulz am Neckar. Die erste Kirche der fränkischen Siedlung (um das Jahr 600) wurde bereits ihrem Nationalheiligen Remigius, dem Bischof von Reims, geweiht. Die heutige Wehrkirche, die zu den schönsten und besterhaltenen Kirchenburgen des Landes zählt, wurde in den Jahren 1513–1517 erbaut und ebenfalls dem Heiligen Remigius geweiht. Die drei Glocken in dem 36 m hohen Wehrturm wurden 1427 und 1470 gegossen, die älteste in der zweiten Hälfte des 14. Jahrhunderts. An der Chornordwand wurden bei Renovierungsarbeiten im Jahr 1940 wertvolle Fresken freigelegt.
In der Kirchengemeinde gibt es einen 1935 gegründeten Kirchenchor mit 25 Mitgliedern und einen Posaunenchor mit 31 Mitgliedern (Stand im Jubiläumsjahr 2008), der 1958 vom damaligen Pfarrer Auer gegründet wurde. Die bis 1957 zur Kirchengemeinde Bergfelden gehörigen Evangelischen aus Bernstein wurden durch Bekanntmachung des Oberkirchenrats vom 7. Januar 1957 der Kirchengemeinde Renfrizhausen zugeordnet.

### Boll

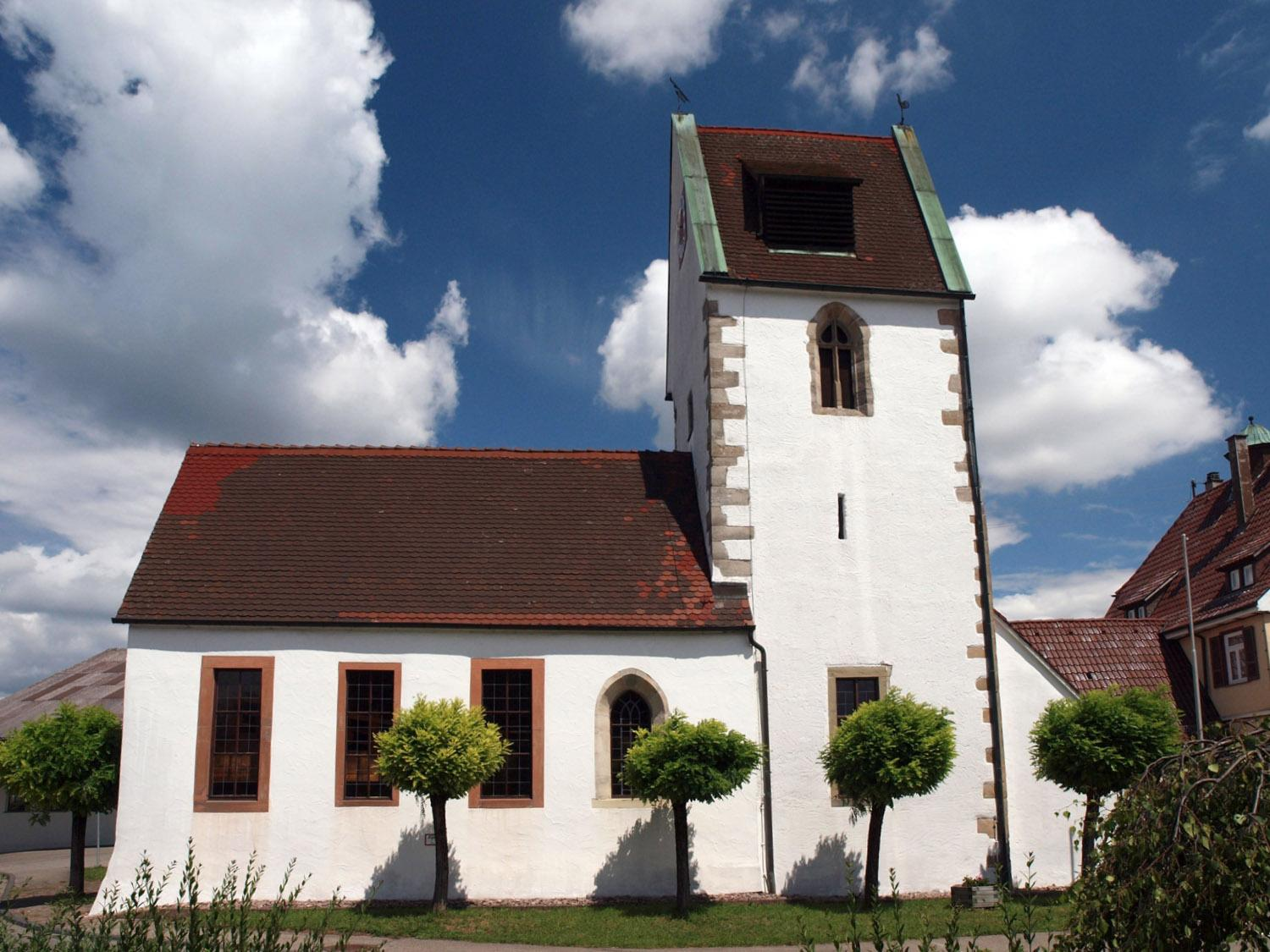
Evangelische Kirche Boll

Die Kirchengemeinde Boll (etwa 900 Mitglieder) umfasst die Stadtteile Boll und Bochingen der Stadt Oberndorf am Neckar.
Boll gehörte zunächst dem Kloster Alpirsbach. 1439 wird eine Nikolaus-Kapelle erwähnt, die aber mindestens seit 1360 bestand. Sie war Filialkirche der Remigius-Kirche in Oberndorf. Mit dem Kloster Alpirsbach gelangte Boll an Württemberg. Von dort wurde 1535 die Reformation eingeführt und der Ort der Pfarrei Wittershausen zugeordnet. 1836 kam Boll (wieder) zur Pfarrei Oberndorf und bildete eine Filialkirchengemeinde von Oberndorf. 1959 wurde in Boll dann eine eigene Pfarrverweserei errichtet und durch Bekanntmachung des Oberkirchenrats vom 16. November 1962 wurde die Filialkirchengemeinde Boll von der Muttergemeinde Oberndorf losgelöst und zur selbständigen Kirchengemeinde erhoben. 1981 wurde Boll dann selbständige Pfarrei, der auch Bochingen zugeordnet wurde. Waren in der Mitte des 19. Jahrhunderts noch alle Einwohner Bolls evangelisch, so betrug der Anteil der Evangelischen im Jahr 2006 lediglich noch ca. 58 %.
Die Kirche in Boll ist eine einschiffige Hallenkirche mit flacher Decke und gotischem kreuzrippengewölbtem Chor, worin sich Altar und Orgel unter dem Turm befinden. Der Turm trägt ein Satteldach. Er war ursprünglich als Wehrturm genutzt und wurde später erhöht. Die Sakristei wurde östlich angebaut. Das Altarkreuz hat einen wohl spätgotischen Korpus. 1814 wurde die Kirche umfangreich umgebaut. Dabei wurden Dach und Giebel verändert, der Eingang von der Süd- auf die Westseite verlegt sowie eine Empore eingebaut. 1954 erfolgte der Rückbau der Empore im Chor und der Einbau einer neuen Empore im Westteil. Ferner wurden 1954 die Decke, das Gestühl, der Altar und die Kanzel erneuert. 1993 wurden die Fassaden außen und innen saniert.
1894 erhielt die Kirche ihre erste Orgel, die 1954 ersetzt wurde. Diese wurde 1983 auf zwei Manuale erweitert. 1829 und 1851 erhielt die Kirche neue Glocken. Der Verbleib der alten Glocken ist unbekannt. 1917 wurde die große Bronzeglocke eingeschmolzen. Sie wurde 1921 durch zwei Stahlglocken ersetzt. Vermutlich 1943/44 wurde die kleine Bronzeglocke eingeschmolzen. Erst 1972/73 wurden die drei heutigen Glocken und eine neue Turmuhr mit elektrischer Läuteanlage eingebaut. Das Pfarrhaus mit Gemeindezentrum und Kindergarten wurde 1969 erbaut.
Boll hat auch einen Kirchenchor, der um 1925 gegründet wurde.
Bochingen blieb nach der Reformation katholisch. Die überwiegend erst nach dem Zweiten Weltkrieg zugezogenen evangelischen Bewohner wurden der Kirchengemeinde Boll zugeordnet.

### Deißlingen
Die Kirchengemeinde Deißlingen (ca. 1.430) umfasst die Gemeinde Deißlingen (einschließlich des Ortsteils Lauffen ob Rottweil) sowie den Ortsteil Wildenstein der Gemeinde Zimmern ob Rottweil und den Weiler Unterrotenstein des Rottweiler Stadtteils Hausen ob Rottweil. Deißlingen sowie das Umland blieb nach der Reformation katholisch. Überwiegend erst nach dem Zweiten Weltkrieg zogen auch evangelische Bewohner zu. 1957/58 wurde eine eigene Kirche in Deißlingen (Pauluskirche) erbaut und später auch eine eigene Kirchengemeinde gegründet. Ihr wurden später auch Lauffen ob Rottweil sowie durch Bekanntmachung des Oberkirchenrats vom 4. Juni 1974 auch Unterrotenstein und Wildenstein (beide zuvor zur Kirchengemeinde Flözlingen gehörig) zugeordnet. 1987 wurde ein Gemeindehaus errichtet. Die Pauluskirche wurde 2024 mit einem Anbau erweitert.

### Dornhan mit Fürnsal

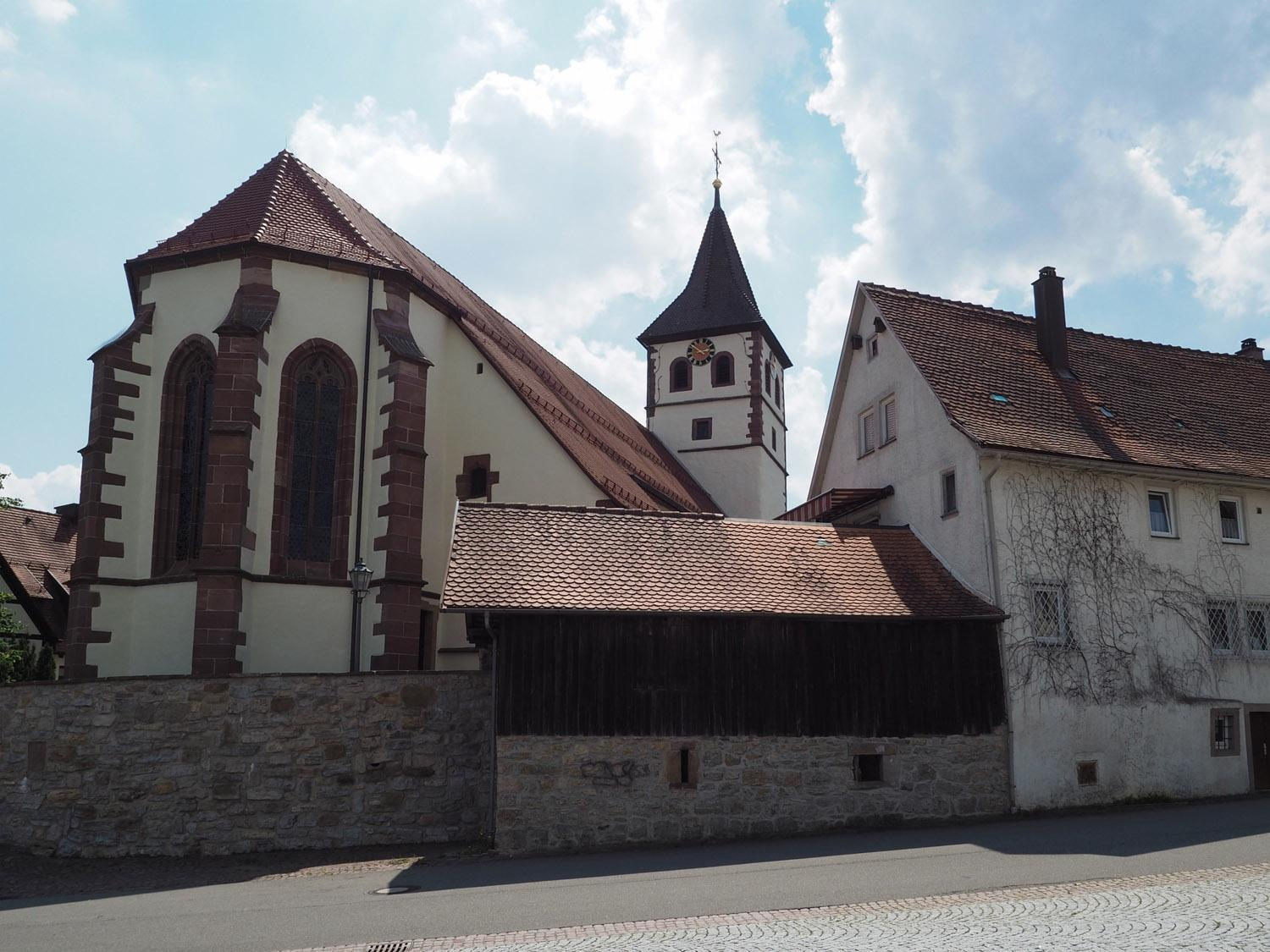
Ev. Stadtkirche Dornhan

Die Kirchengemeinde Dornhan (etwa 1.800 Mitglieder) umfasst die Kernstadt und den Stadtteil Busenweiler der Stadt Dornhan. Die Stadtteile Marschalkenzimmern und Weiden bilden eigene Kirchengemeinden. Ebenso der Stadtteil Fürnsal, zu dessen Kirchengemeinde auch die Stadtteile Bettenhausen und Leinstetten gehören. Die Kirchengemeinde Fürnsal wurde durch Bekanntmachung des Oberkirchenrats vom 4. Januar 1968 in den Kirchenbezirk Freudenstadt umgegliedert. Gleichzeitig wurde dort die Kirchengemeinde Oberbrändi neu gebildet.
Eine Pfarrkirche wird in Dornhan bereits 1273 erwähnt, als sie dem Kloster Alpirsbach inkorporiert wurde. Zu ihrem Sprengel gehörten auch die Orte Busenweiler, Betzweiler, Gundelshausen sowie bis ins 16. Jahrhundert auch Neunthausen und Niederdobel. Später wurden dort teilweise eigene Pfarreien errichtet. Lediglich Busenweiler gehört bis heute noch zur Pfarrei Dornhan. Die ursprünglich romanische Westturmanlage der Dornhaner Kirche hat einen spätgotischen Chor und ein Langhaus, das in der Barockzeit nach einem Brand von 1718 umgestaltet wurde.
Im zugehörigen Ort Busenweiler gibt es eine Kirche, die aus einer ursprünglich romanischen Kapelle hervorging. Diese wurde im Mittelalter und dann nochmals nach einem Brand 1718 verändert. Busenweiler bildete bis 1925 eine eigenständige Kirchengemeinde, die erst durch Bekanntmachung des Oberkirchenrats vom 7. Januar 1925 mit der Kirchengemeinde Dornhan vereinigt wurde.
Kirchlich gehörte bis 31. März 1948 auch der Ort Vierundzwanzig Höfe (heute zur Gemeinde Loßburg gehörig) zur Kirchengemeinde Dornhan, seit 1. April 1948 zur Kirchengemeinde Betzweiler. Ferner war bereits durch Bekanntmachung des Konsistoriums vom 30. Juni 1908 das Bahnwarthaus Nr. 96 bei Loßburg von der Kirchengemeinde Dornhan in die Kirchengemeinde Loßburg umgegliedert worden.

### Ecksteinkirchengemeinde (Neuhausen ob Eck)

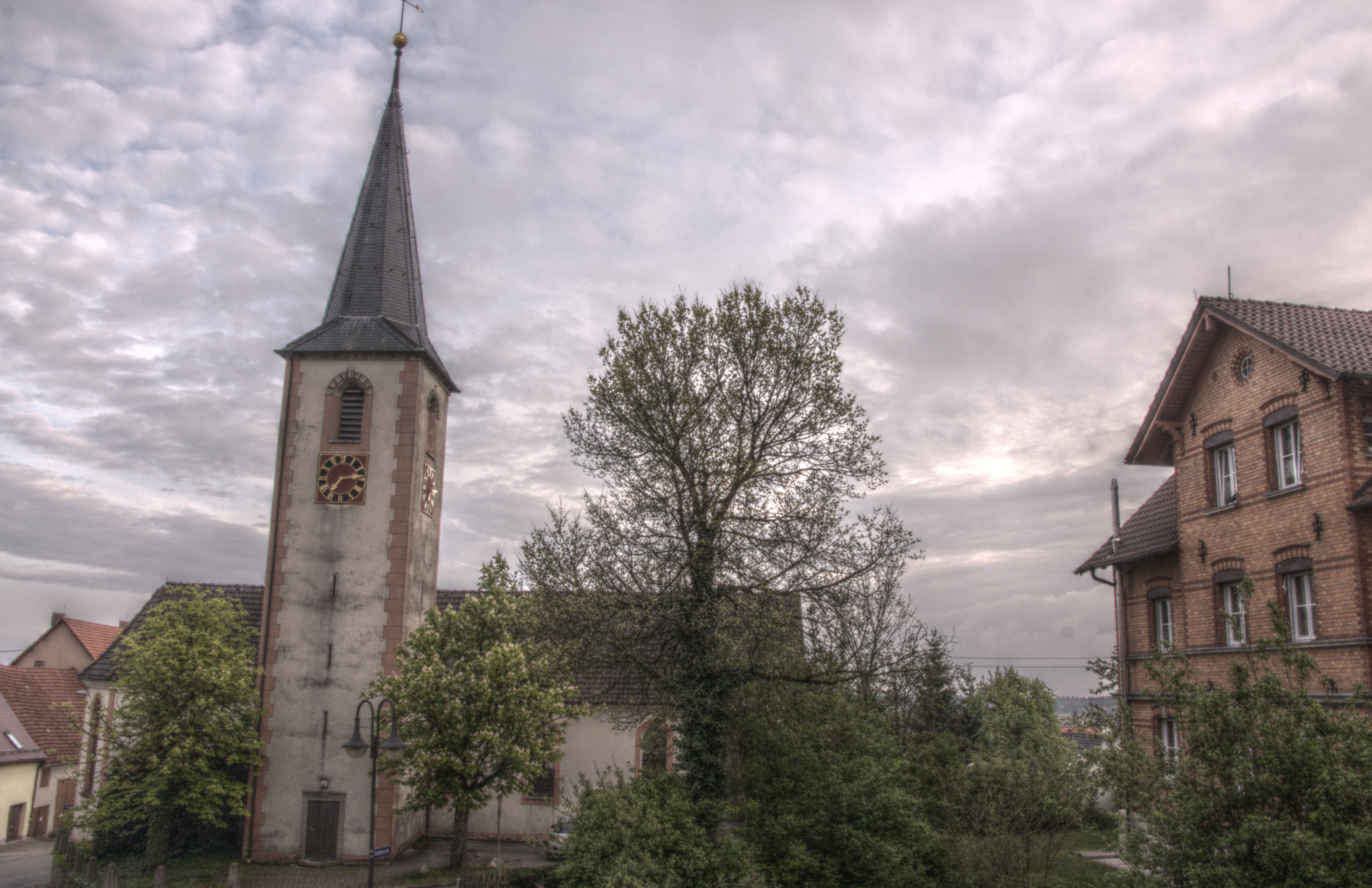
Gervasiuskirche in Neuhausen ob Eck

Die Kirchengemeinde Neuhausen ob Eck (ca. 1.400) umfasst die Gemeinde Neuhausen ob Eck. An der Pfarrkirche Neuhausen wurde 1275 ein Pleban erwähnt. Der Kirchensatz war im Besitz des Klosters Allerheiligen in Schaffhausen. Die ursprünglich dem Hl. Gervasius geweihte Kirche wurde nach dem Brand 1549 wiederhergestellt.
Die heutigen Neuhausener Ortsteile Schwandorf und Worndorf blieben nach der Reformation katholisch. Die erst später zugezogenen evangelischen Bewohner gehörte zunächst zur Kirchengemeinde Stockach bzw. Meßkirch. Durch Gesetz vom 5. September 1989 wurden sie von der Evangelischen Landeskirche in Baden in die württembergische Landeskirche umgegliedert und der Kirchengemeinde Neuhausen ob Eck zugeordnet. Zur Pfarrei Neuhausen ob Eck gehörten früher auch die evangelischen Bewohner einiger anderer umliegender überwiegend katholische Orte, wie z. B. Fridingen an der Donau. Diese wurden später der Kirchengemeinde Mühlheim an der Donau zugeordnet.

### Fluorn

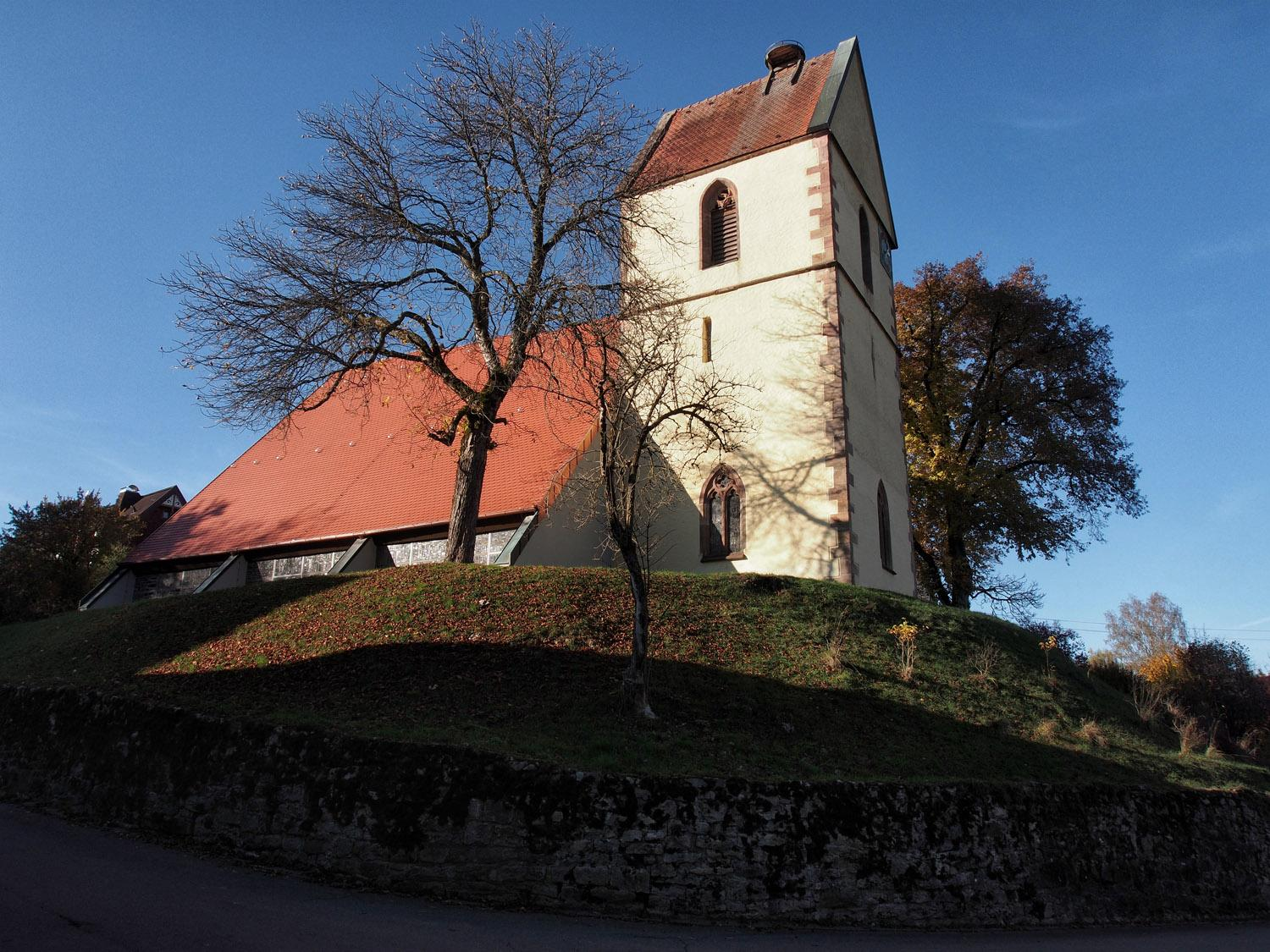
Evangelische Kirche Fluorn

Die Kirchengemeinde Fluorn (etwa 1.550 Mitglieder) umfasst die Gemeinde Fluorn-Winzeln und den Stadtteil Waldmössingen der Stadt Schramberg. In Fluorn wird bereits 1275 eine Pfarrei und 1279 eine Kirche erwähnt, die im Besitz des Augustinerinnenklosters Oberndorf war. Über die Herren von Geroldseck gelangte der Kirchensatz 1471 an Württemberg, das die Reformation einführte. Die romanisch-gotische Evangelische Kirche Fluorn ist eine ehemalige Wehrkirche.
Das Pfarramt in Fluorn betreut auch die evangelischen Bewohner aus Winzeln und Waldmössingen. In beide Orte, die nach der Reformation katholisch blieben, zogen überwiegend erst nach dem Zweiten Weltkrieg evangelische Bewohner zu. Sie wurden der Kirchengemeinde Fluorn zugeordnet.
Bis 1911 gehörten auch die evangelischen Bewohner von Hochmössingen zur Kirchengemeinde Fluorn. Durch Bekanntmachung des Oberkirchenrats vom 9. November 1911 wurden diese der Kirchengemeinde Marschalkenzimmern zugeordnet. Ferner gehörten bis 1965 auch die evangelischen Bewohner von Seedorf zur Kirchengemeinde Fluorn. Durch Bekanntmachung des Oberkirchenrats vom 4. Januar 1965 wurden diese der Kirchengemeinde Sulgen zugeordnet.
Von 1911 bis 1959 gehörte auch der Weiler Heiligenbronn (damals Gemeinde Sulgen) zur Kirchengemeinde Fluorn. Er war 1911 von der Kirchengemeinde Schönbronn (1960 in der Kirchengemeinde Locherhof aufgegangen) in die Kirchengemeinde Fluorn umgegliedert worden. Mit Bildung der Kirchengemeinde Sulgen 1959 wurde auch Heiligenbronn der neuen Kirchengemeinde Sulgen zugeordnet.

### Geisingen
Die Kirchengemeinde Geisingen (ca. 1.250) umfasst die Stadt Geisingen. Das Gebiet der Stadt Geisingen blieb nach der Reformation als Teil des Fürstentums Fürstenberg katholisch. 1806 kam das Gebiet an Baden. Überwiegend erst nach dem Zweiten Weltkrieg zogen auch evangelische Bewohner zu. Sie gehörten zunächst zur Kirchengemeinde Immendingen. 1957 wurde in Geisingen eine eigene Kirche erbaut und später auch eine Kirchengemeinde gegründet. Ihr wurden auch die evangelischen Bewohner des heutigen Stadtteils Aulfingen zugeordnet. Am 1. Januar 1977 wechselte die Kirchengemeinde Geisingen von der Evangelischen Landeskirche in Baden in die württembergische Landeskirche. Gleichzeitig wurden die Geisinger Stadtteile Gutmadingen, Kirchen-Hausen und Leipferdingen, die bis dahin zur Kirchengemeinde Immendingen gehörten, der Kirchengemeinde Geisingen zugeordnet.

### Hausen ob Verena

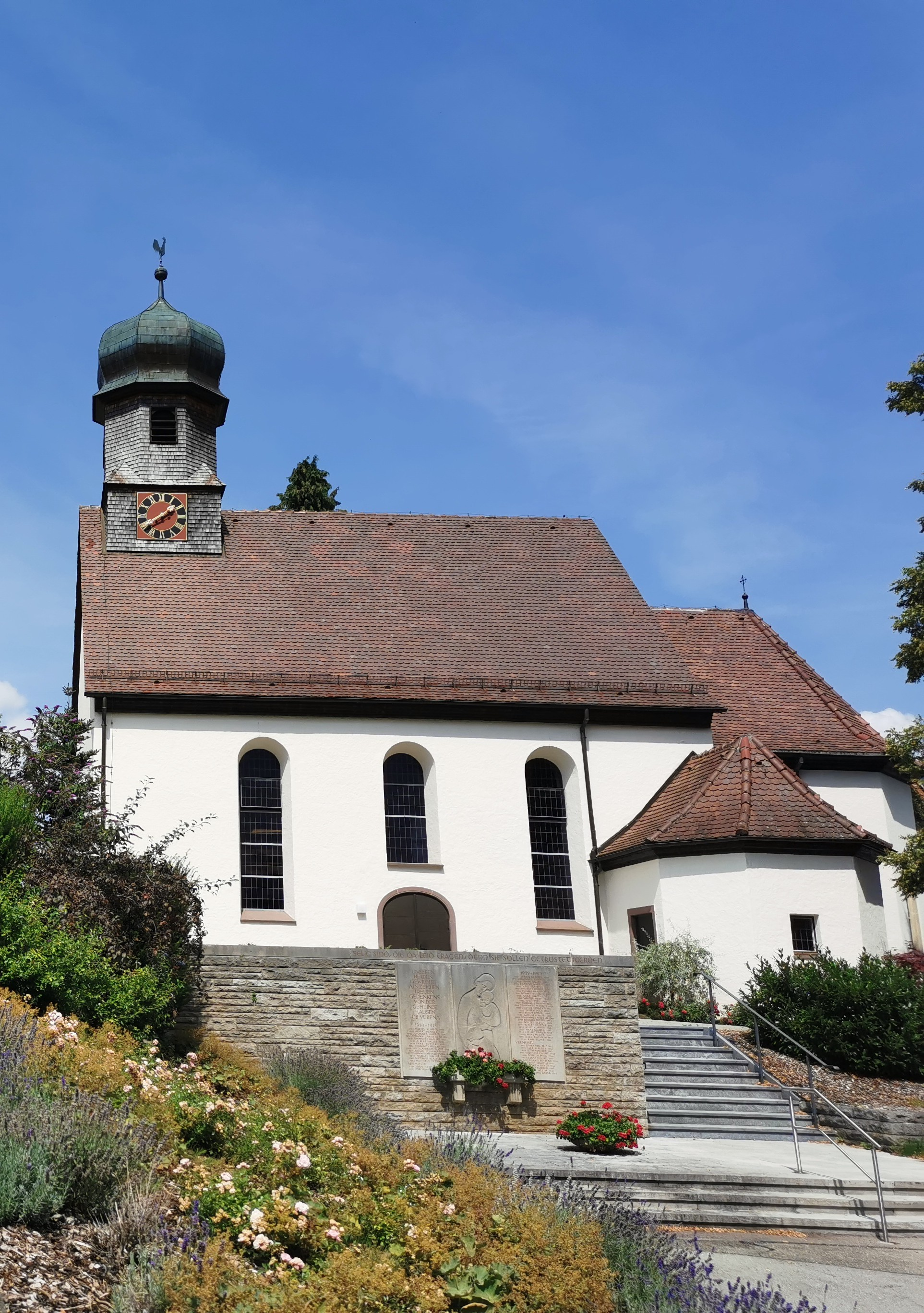
Stephanuskirche in Hausen ob Verena

Die Kirchengemeinde Hausen ob Verena umfasst heute die Gemeinden Hausen ob Verena, Seitingen-Oberflacht, Gunningen und Durchhausen. Eine Kirche und Pfarrei in Hausen ob Verena wurde 1275 erstmals erwähnt. Im Spätmittelalter war die Pfarrei mit Gunningen vereinigt. Das Dorf selbst gehörte – gemeinsam mit Rietheim – zur Herrschaft Hohenkarpfen. Hans III. von Karpfen, ein Urenkel des württembergischen Herzogs Eberhard im Bart, entließ 1563 den altgläubigen Pfarrer und führte die Reformation in seinem kleinen Herrschaftsgebiet ein. 1565 zog der erste evangelische Pfarrer im Hausener Pfarrhaus ein. Auch nach dem Aussterben des Hauses von Hohenkarpfen im ausgehenden 17. Jh. blieb Hausen ob Verena gemeinsam mit Rietheim württembergisch und damit evangelisch. 1846 wurde in Rietheim eine Pfarrverweserei und 1895 eine eigene Pfarrei errichtet. Zur selben Zeit erlangte auch die bisherige Filiale Spaichingen ihre Selbstständigkeit mit eigener Pfarrei. Das Patronat der Hausener Kirche oblag im Spätmittelalter der Herrschaft Karpfen und dem Kloster St. Georgen. Die ursprünglich spätgotische Kirche St. Stephanus wurde im 18. Jahrhundert umgebaut.
Die Nachbargemeinde Seitingen-Oberflacht blieb nach der Reformation katholisch. Die überwiegend erst nach dem Zweiten Weltkrieg zugezogenen evangelischen Bewohner wurden der Kirchengemeinde Hausen ob Verena zugeordnet. Dieser ständig wachsende Gemeindeteil erhielt 1968 die evangelische Lukaskapelle in Seitigen, Hohnerstr. 1. Bis 1992 gehörten auch die evangelischen Bewohner der überwiegend katholischen Gemeinde Gunningen zur Kirchengemeinde Hausen ob Verena. Mit Wirkung vom 28. Januar 1992 wurde Gunningen der Kirchengemeinde Schura zugeordnet. Seit 2015 gehört Gunningen zusammen mit Durchhausen wieder zur Kirchengemeinde Hausen ob Verena. Auch die evangelischen Bewohner der überwiegend katholischen Stadt Spaichingen gehörten anfangs zur Kirchengemeinde Hausen ob Verena, bevor in Spaichingen eine eigene Filialkirchengemeinde errichtet wurde, die durch Bekanntmachung des Oberkirchenrats vom 13. Oktober 1955 von der Muttergemeinde Hausen ob Verena losgelöst und zur selbständigen Kirchengemeinde erhoben wurde.
Die Kirchengemeinde Hausen ob Verena mit Seitingen-Oberflacht zeichnet sich durch ihre engagierte Kinder- und Jugendarbeit aus. 2004 wurde im großen Pfarrgarten ein Beachvolleyballfeld eingerichtet.

### Hopfau-Dürrenmettstetten
Die Kirchengemeinde Hopfau-Dürrenmettstetten umfasst die Stadtteile Hopfau und Dürrenmettstetten der Stadt Sulz am Neckar. 1222 wird in Hopfau ein Leutpriester erwähnt. Die Kirche gelangte 1278 von Graf Hermann von Sulz an das Kloster Alpirsbach. Im 16. Jahrhundert wurde Hopfau auch Pfarrei für die Orte Neunthausen und Niederdobel. Die ursprünglich romanische Kirche wurde 1497 spätgotisch erneuert. Der Chor stammt von 1731.
Eine Kapelle in Dürrenmettstetten bestand wohl seit der Reformation oder früher. Sie war wohl stets Filiale von Hopfau. Im 18. Jahrhundert wurde sie abgebrochen und an ihrer Stelle 1743 bis 1745 die heutige evangelische Kirche erbaut.

### Immendingen
Die Kirchengemeinde Immendingen (ca. 1.150) umfasst die Gemeinde Immendingen. Das Gebiet der Gemeinde Immendingen blieb nach der Reformation katholisch. 1806 kam das Gebiet an Baden. Ende des 19. Jahrhunderts sowie in den heutigen Ortsteilen überwiegend erst nach dem Zweiten Weltkrieg zogen auch evangelische Bewohner zu. So wurde bereits 1897 in Immendingen eine eigene Kirche erbaut und auch eine Kirchengemeinde gegründet. 1959/60 wurde die Kirche abgebrochen und durch einen Neubau ersetzt. Zur Pfarrei gehörten ursprünglich alle Orte der Oberen Donau (Emmingen ab Egg, Geisingen, Hattingen, Hintschingen, Mauenheim, Möhringen und Zimmern), bis in den 1970er Jahren die Kirchengemeinden Geisingen und Möhringen (mit Emmingen) gebildet wurden. Seither umfasst die Kirchengemeinde Immendingen nur noch die Gemeinde Immendingen mit ihren Ortsteilen Hattingen, Hintschingen, Mauenheim und Zimmern.
Am 1. Januar 1977 wechselte die Kirchengemeinde Immendingen von der Evangelischen Landeskirche in Baden in die württembergische Landeskirche. Gleichzeitig wurde der Immendinger Ortsteil Ippingen, der bis dahin zur Kirchengemeinde Öfingen (Stadt Bad Dürrheim) gehörte, der Kirchengemeinde Immendingen zugeordnet. Am 1. Januar 1981 wurden die Orte Möhringen und Emmingen ab Egg von der Kirchengemeinde Immendingen abgetrennt und zur eigenständigen Kirchengemeinde erhoben.

### Locherhof

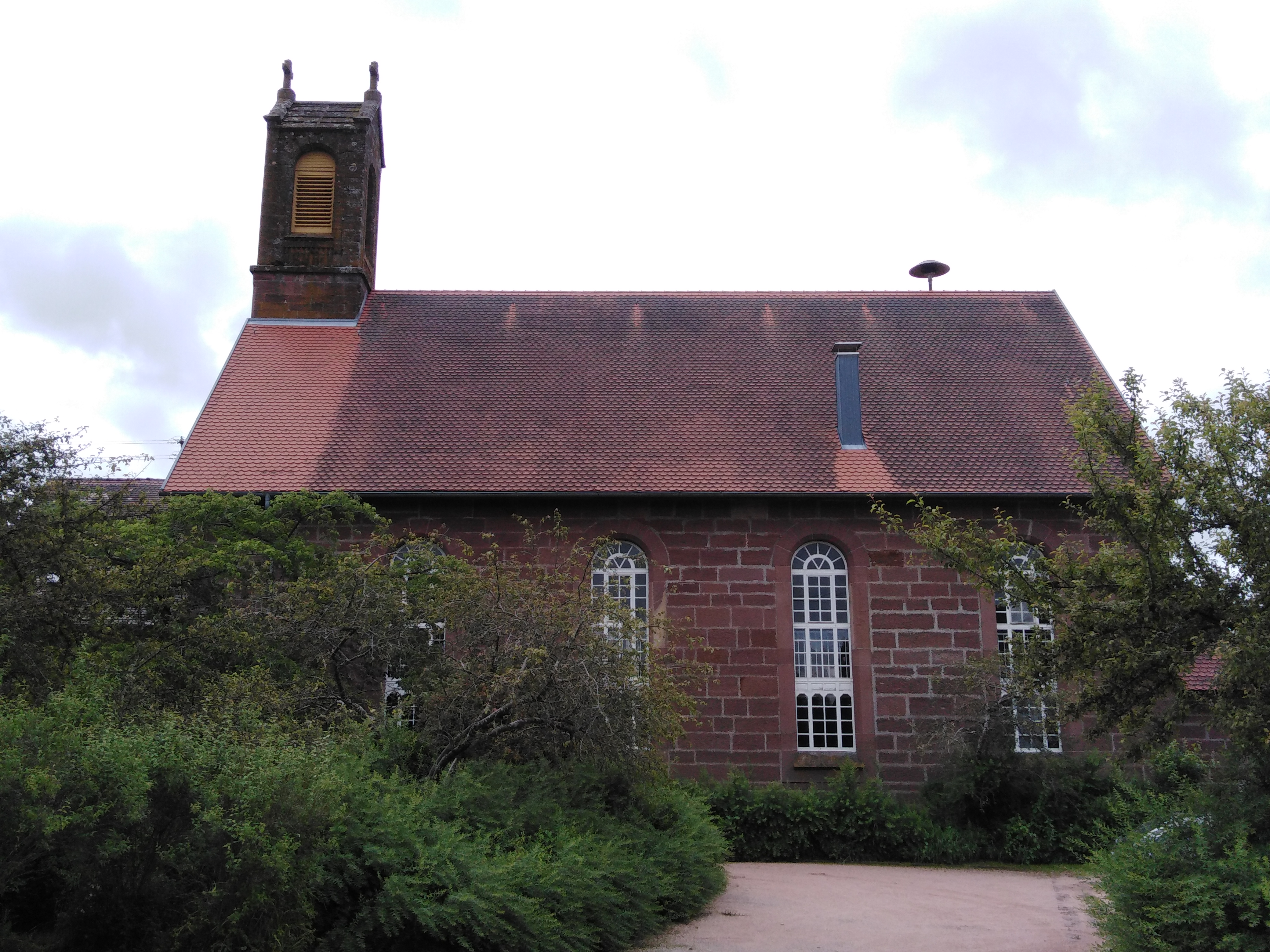
Ev. Kirche Schönbronn

Die Kirchengemeinde Locherhof (etwa 1.650 Mitglieder) umfasst die Gemeinde Eschbronn mit ihren beiden Ortsteilen Locherhof und Mariazell, die Gemeinde Hardt, den Stadtteil Schönbronn der Stadt Schramberg sowie den Hauptort der Gemeinde Dunningen (der Ortsteil Seedorf gehört zur Kirchengemeinde Sulgen).
Locherhof ist eine aus mehreren Siedlungen entstandene Ortschaft, die 1806 eine selbständige Gemeinde wurde. Kirchlich gehörte Locherhof früher zur Pfarrei und Kirchengemeinde Schönbronn, die 1835 als Pfarrverweserei für die Orte Schönbronn, Sulgen, Schramberg, Locherhof, Mariazell und Dunningen gebildet wurde. 1857/58 wurde in Schönbronn auch eine Kirche erbaut. Sie betreute das gesamte – überwiegend katholische – Umland, so etwa auch die evangelischen Bewohner von Schramberg, bis dort 1874 eine eigene Kirche erbaut wurde. 1959 wurde in Locherhof neben Schönbronn eine weitere Kirche, die Christuskirche, erbaut. Sie ist mit schwarzem Schiefer gedeckt. Schon früher war Locherhof eine Filialkirchengemeinde von Schönbronn geworden. Durch Bekanntmachung des Oberkirchenrats vom 23. Juni 1959 wurde die Filialkirchengemeinde Locherhof dann von der Muttergemeinde Schönbronn gelöst und zur selbständigen Kirchengemeinde erhoben, bis schließlich durch Bekanntmachung vom 3. August 1960 die Kirchengemeinde Schönbronn völlig aufgelöst und ihr Gebiet der Kirchengemeinde Locherhof zugeteilt wurde.
Zur Kirchengemeinde Locherhof gehört ferner der Ortsteil Mariazell. Dieser Ort blieb nach der Reformation katholisch, bzw. er wurde nach vorübergehender Einführung der Reformation wieder rekatholisiert. Evangelische Bewohner zogen überwiegend erst nach dem Zweiten Weltkrieg zu. Sie wurden dann der Kirchengemeinde Locherhof zugeordnet. Ebenso verhält es sich mit der Gemeinde Hardt, das erst 1839 von Mariazell abgetrennt und zur eigenständigen Gemeinde erhoben wurde. Die evangelischen Bewohner gehörten dann zunächst zur Kirchengemeinde Schönbronn und wurden nach deren Auflösung 1959 der Kirchengemeinde Locherhof zugeordnet. Dunningen blieb nach der Reformation ebenfalls katholisch. Auch hier wurden die evangelischen Bewohner der Kirchengemeinde Locherhof zugeordnet. In Dunningen finden inzwischen aber im Pfarrsaal der katholischen Kirchengemeinde Dunningen auch evangelische Gottesdienste statt.

### Marschalkenzimmern-Weiden
Die Kirchengemeinde Marschalkenzimmern-Weiden umfasst die Stadtteile Marschalkenzimmern und Weiden der Stadt Dornhan. Sie entstand am 1. Januar 2013 durch die Fusion der Kirchengemeinden Marschalkenzimmern und Weiden.
Eine Kirche wird in Marschalkenzimmern bereits 1275 erwähnt. Das Patronat hatten die Grafen von Lupfen als Lehen der Ortsherren. Württemberg führte 1598 die Reformation ein. 1635 wurde die Pfarrei Marschalkenzimmern aufgehoben und der Ort nach Fürnsal, später nach Dornhan zugeteilt. 1682 hatte der Ort jedoch wieder eigene Vikare und 1739 wurde die Pfarrei wieder errichtet. 1634 brannte die alte Kirche ab. Daher wurde 1712 eine neue mit Dachreiter erbaut. Zur Pfarrei Marschalkenzimmern gehört bis heute auch die Nachbarkirchengemeinde Weiden und gemäß Bekanntmachung des Oberkirchenrats vom 9. November 1911 auch Hochmössingen, das nach der Reformation katholisch blieb und keine Kirche hat. 1964 wurde in Marschalkenzimmern die Christuskirche erbaut.

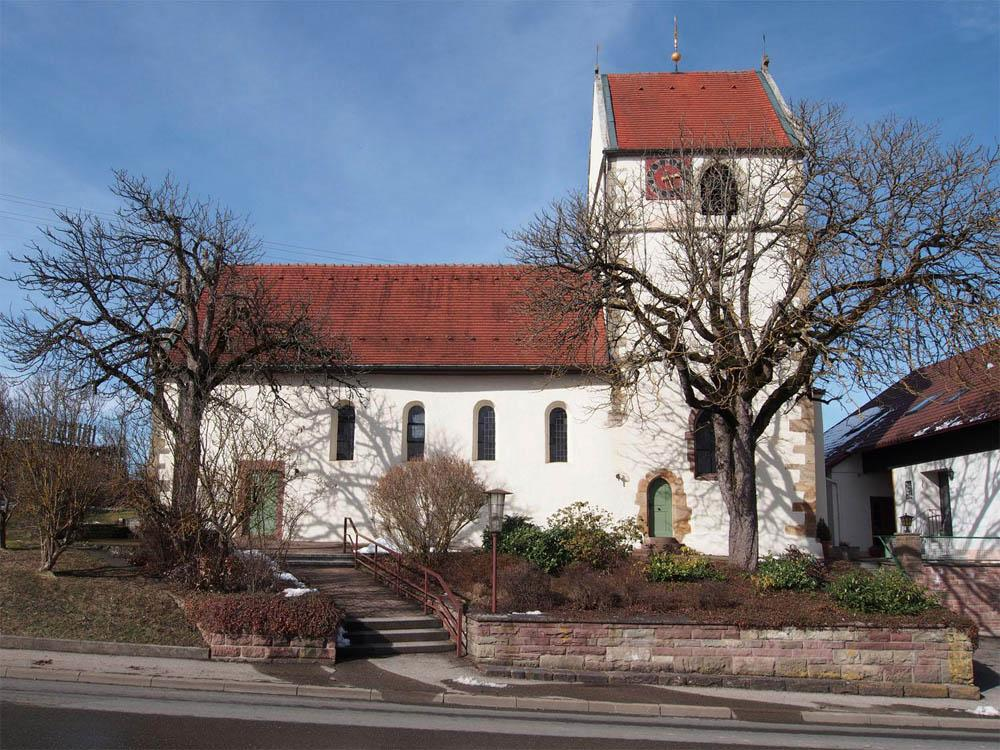
Nikolauskirche in Weiden

Weiden gehörte kirchlich seit der Reformation zu Aistaig, ab 1963 allerdings zu Marschalkenzimmern. Eine Kirche zum Heiligen Kreuz wird 1551 genannt, allerdings stammt der Turm noch aus der Römerzeit und diente wahrscheinlich als Wachtturm. Württemberg führte die Reformation ein. Die ursprünglich romanische Kirche wurde gotisch verändert und nach der Reformation säkularisiert, dennoch fanden weiterhin sogenannte „Betstunden“ statt. 1836 wurde sie jedoch wieder für kirchliche Zwecke reaktiviert und wird jetzt Nikolauskirche genannt. 1966 wurde die Kirche hauptsächlich im Innenraum renoviert und restauriert. Besonders auffallend ist das spätgotische Kruzifix aus der Ulmer Schule, des Weiteren befinden sich im Kirchturm zwei der ältesten Glocken des Landes. Die Orgel wurde 1870 von der Orgelbaufirma Gebrüder Link in Giengen an der Brenz gebaut und verfügt über 5 Manualregister sowie 2 Pedalregister.

### Mühlheim an der Donau
Die Christuskirchengemeinde Mühlheim an der Donau (ca. 2.450) umfasst die Gemeinden Mühlheim an der Donau, Bärenthal, Beuron (ohne Hausen im Tal), Buchheim, Fridingen an der Donau, Irndorf, Kolbingen und Renquishausen. Mühlheim an der Donau und das gesamte Umland blieben nach der Reformation katholisch. Überwiegend erst nach dem Zweiten Weltkrieg zogen auch evangelische Bewohner zu. 1963 wurde in Mühlheim an der Donau eine eigene Pfarrei errichtet. 1965 wurde die Christuskirche mit Gemeindezentrum und Kindergarten in Mühlheim an der Donau erbaut und durch Bekanntmachung des Oberkirchenrats vom 6. Dezember 1963 die selbständige Kirchengemeinde Mühlheim an der Donau gegründet, nachdem das Kultusministerium die neue Kirchengemeinde mit Schreiben vom 24. Juni 1963 als Körperschaft des öffentlichen Rechts anerkannt hatte. Ihr wurden die evangelischen Bewohner der umliegenden Gemeinden Bärenthal, Beuron, Fridingen an der Donau, Irndorf, Kolbingen, Nendingen (heute zu Tuttlingen gehörig), Renquishausen und Stetten/Donau (heute zu Mühlheim an der Donau gehörig) zugeordnet, die zuvor überwiegend zur Pfarrei Neuhausen ob Eck gehörten. Bärenthal und Beuron gehörten zuvor seit 1951 zur Kirchengemeinde Tuttlingen. Bis 1. April 1951 gehörten sie noch als ehemals hohenzollerische Orte zur Kirchengemeinde Sigmaringen, welche seinerzeit mit anderen Kirchengemeinden von der Evangelischen Kirche der Altpreußischen Union in die württembergische Landeskirche umgegliedert wurde. Dabei wurden u. a. die Orte Bärenthal und Beuron abgetrennt und der Kirchengemeinde Tuttlingen zugeordnet. Der zu Nendingen gehörige Weiler Altental wurde bereits durch Bekanntmachung des Oberkirchenrats vom 4. Januar 1968 der Kirchengemeinde Tuttlingen zugeordnet. 1970 wurde in Nendingen eine eigene Kirche Krippe Christi mit Gemeindesaal erbaut. Zum 1. Januar 2011 wurde Nendingen dann in die Stadtkirchengemeinde Tuttlingen integriert. Eine weitere Kirche, die Kreuzkirche steht in Fridingen an der Donau und ein vierter Gottesdienstraum befindet sich in Kolbingen in der Oberdorfstraße. Mit Wirkung vom 26. September 2000 wurde die Kirchengemeinde Mühlheim an der Donau in Christuskirchengemeinde Mühlheim an der Donau umbenannt.
Die evangelischen Bewohner in Buchheim wurden erst mit Gesetz vom 5. September 1989 von der Evangelischen Landeskirche in Baden (Kirchengemeinde Meßkirch) in die württembergische Landeskirche umgegliedert und der Kirchengemeinde Mühlheim/Donau angegliedert.
Die Christuskirchengemeinde Mühlheim an der Donau ist Träger eines Kindergartens in Mühlheim.

### Mühlheim-Empfingen-Renfrizhausen
Die Kirchengemeinde Mühlheim-Empfingen-Renfrizhausen Stadtteile Mühlheim am Bach und Renfrizhausen der Stadt Sulz am Neckar sowie die Gemeinde Empfingen. Sie wurde 1995 errichtet.
Empfingen blieb nach der Reformation katholisch. Überwiegend erst nach dem Zweiten Weltkrieg zogen auch evangelische Bewohner zu. Sie wurden der Kirchengemeinde Mühlheim am Bach zugeordnet. Mit Wirkung vom 11. November 2001 wurde der Gemeindebezirk Empfingen aus der Kirchengemeinde Mühlheim am Bach ausgegliedert und aus diesem Gemeindebezirk die selbständige Kirchengemeinde Empfingen innerhalb der Gesamtkirchengemeinde Mühlheim am Bach neu gebildet, jedoch vom Pfarramt Mühlheim am Bach betreut. In Empfingen finden aber regelmäßig Gottesdienste in der Friedhofskapelle Empfingen statt.
Mühlheim am Bach war zunächst Filiale von Empfingen. Nach der Reformation wurde Mühlheim am Bach eigene Pfarrei. Die alte Kirche von 1550 wurde im 18. Jahrhundert durch den heutigen Bau ersetzt. Dabei wurde ein Teil des Turmes mitverwendet. 1995 wurden die Kirchengemeinde Mühlheim am Bach und die Kirchengemeinde Renfrizhausen zur Gesamtkirchengemeinde Mühlheim am Bach zusammengeschlossen.
Vom 5. Dezember 1971 bis 2001 gehörte auch Empfingen zur Kirchengemeinde Mühlheim am Bach, das zuvor Bestandteil der Kirchengemeinde Dettingen war. Mit Wirkung vom 11. November 2001 wurde der Gemeindebezirk Empfingen jedoch aus der Kirchengemeinde Mühlheim am Bach ausgegliedert und die selbständige Kirchengemeinde Empfingen innerhalb der Gesamtkirchengemeinde Mühlheim am Bach gebildet.
Der Stadtteil Renfrizhausen der Stadt Sulz am Neckar gehörte kirchlich zunächst zu Empfingen. Nach der Reformation wurde es der neugegründeten Pfarrei Mühlheim am Bach zugeordnet. Die ursprünglich romanische Chorturmkirche erhielt 1725 ein neues Langhaus. Durch Bekanntmachung des Oberkirchenrats vom 7. Januar 1957 wurden auch die Evangelischen aus Bernstein, die bis dahin zur Kirchengemeinde Bergfelden gehörten, der Kirchengemeinde Renfrizhausen zugeordnet. 1995 wurde die Kirchengemeinde Renfrizhausen und die Kirchengemeinde Mühlheim am Bach zur Gesamtkirchengemeinde Mühlheim am Bach zusammengeschlossen.

### Oberndorf

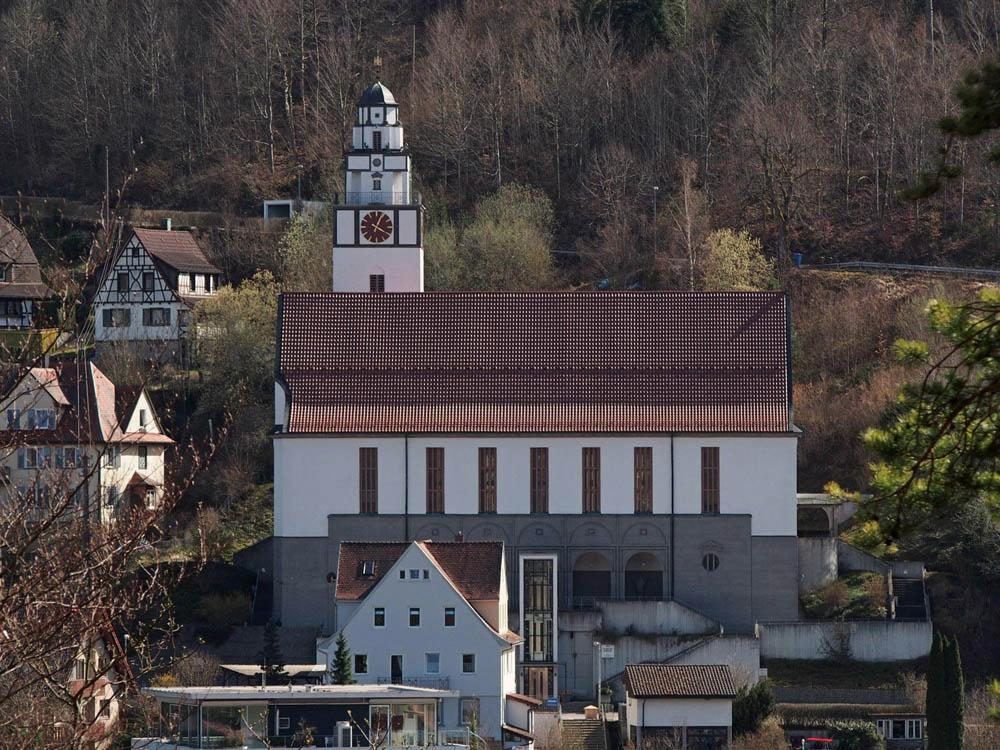
Ev. Stadtkirche Oberndorf

Die Kirchengemeinde Oberndorf am Neckar (etwa 2.800 Mitglieder) umfasst die Kernstadt und die Stadtteile Altoberndorf und Beffendorf der Stadt Oberndorf am Neckar. Die Stadtteile Aistaig (mit dem durch Bekanntmachung des Oberkirchenrats vom 10. Mai 1928 von Oberndorf in die Kirchengemeinde Aistaig umgegliederten Weiler Lautenbach) und Boll bilden eigene Kirchengemeinden, wobei zu Boll auch der Stadtteil Bochingen gehört. Der Stadtteil Hochmössingen gehört zur Kirchengemeinde Marschalkenzimmern (Stadt Dornhan).
Oberndorf am Neckar blieb nach der Reformation infolge der Zugehörigkeit zu Österreich katholisch. Erst Anfang des 19. Jahrhunderts zogen auch evangelische Bewohner zu. 1820 wurde der erste evangelische Gottesdienst in Oberndorf am Neckar gefeiert. Der jungen Gemeinde diente zunächst die Kirche des ehemaligen Augustinerklosters als Gottesdienstraum. 1836 wurde in Oberndorf eine eigene Pfarrei errichtet und 1916 wurde die evangelische Stadtkirche erbaut. Infolge starken Zuzugs wurde die Gründung einer zweiten Pfarrei nötig. So entstand die Pfarrei Lindenhof, die auch die evangelischen Bewohner von Beffendorf betreute. Im Lindenhof gibt es ein eigenes Gemeindezentrum.
Altoberndorf und Beffendorf blieben wie nach der Reformation ebenfalls katholisch. Die überwiegend erst nach dem Zweiten Weltkrieg zugezogenen evangelischen Bewohner wurden der Kirchengemeinde Oberndorf am Neckar zugeordnet.
Von 1908 bis 1969 gehörte auch Epfendorf zur Kirchengemeinde Oberndorf am Neckar. Es war durch Bekanntmachung des Konsistoriums vom 12. November 1908 von der Kirchengemeinde Trichtigen nach Oberndorf umgegliedert worden, wurde dann aber durch Bekanntmachung des Oberkirchenrats vom 3. November 1969 wieder der Kirchengemeinde Trichtingen zugeordnet.

### Rietheim

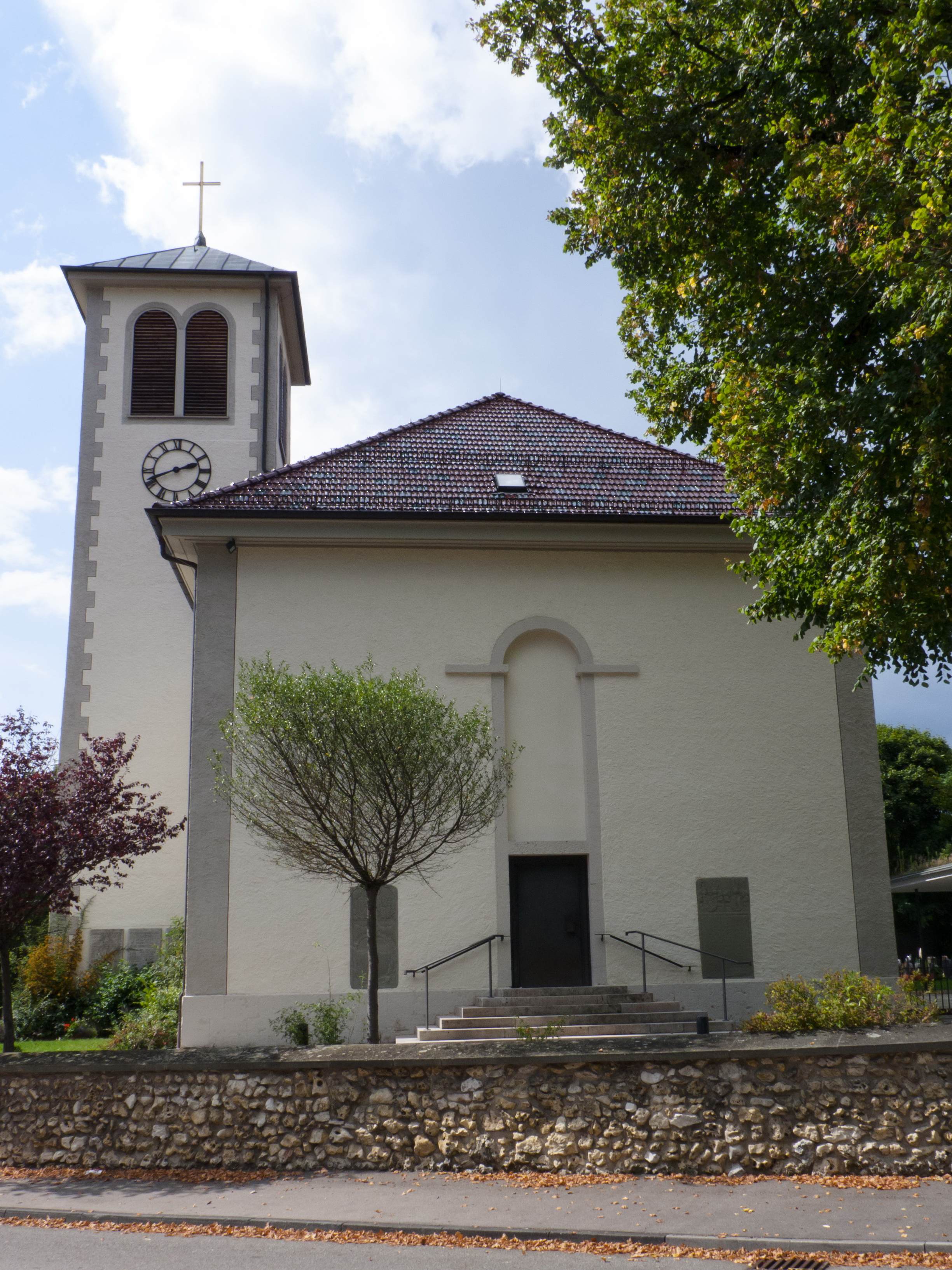
Evangelische Kirche Rietheim

Die Kirchengemeinde Rietheim (ca. 1.450) umfasst die Gemeinden Rietheim-Weilheim, Böttingen, Bubsheim, Dürbheim, Königsheim und Mahlstetten. 1275 wurde in Rietheim eine Pfarrei erwähnt. Sie ging wohl 1350 unter. Um 1450 wurde Rietheim von Wurmlingen ausersehen. 1471 gehörte der Ort zur Martinskaplanei Tuttlingen und ab etwa 1600 zur Pfarrei Hausen ob Verena. 1846 wurde in Rietheim eine Pfarrverweserei und 1895 eine eigene Pfarrei errichtet. Die Kirche in Rietheim war wohl vor der Reformation St. Silvester geweiht. Im 19. Jahrhundert wurde die Kirche bis auf den frühromanischen Turm abgebrochen und 1835 neu erbaut. 1886 und 1901 wurde sie erweitert.
Die Nachbargemeinden Böttingen, Dürbheim, Mahlstetten und Weilheim blieben nach der Reformation katholisch. Die überwiegend erst nach dem Zweiten Weltkrieg zugezogenen evangelischen Bewohner wurden der Kirchengemeinde Rietheim zugeordnet. Seit 1. Januar 2007 gehören auch die evangelischen Bewohner aus Bubsheim und Königsheim zur Kirchengemeinde Rietheim. Zuvor gehörten diese zur Kirchengemeinde Wehingen, wobei Bubsheim bereits bis 1953 zur Kirchengemeinde Rietheim gehörte und damals der neu gebildeten Kirchengemeinde Wehingen zugeordnet wurde. Königsheim gehörte vor 1953 zur Kirchengemeinde Aldingen.

### Rottweil-Flözlingen

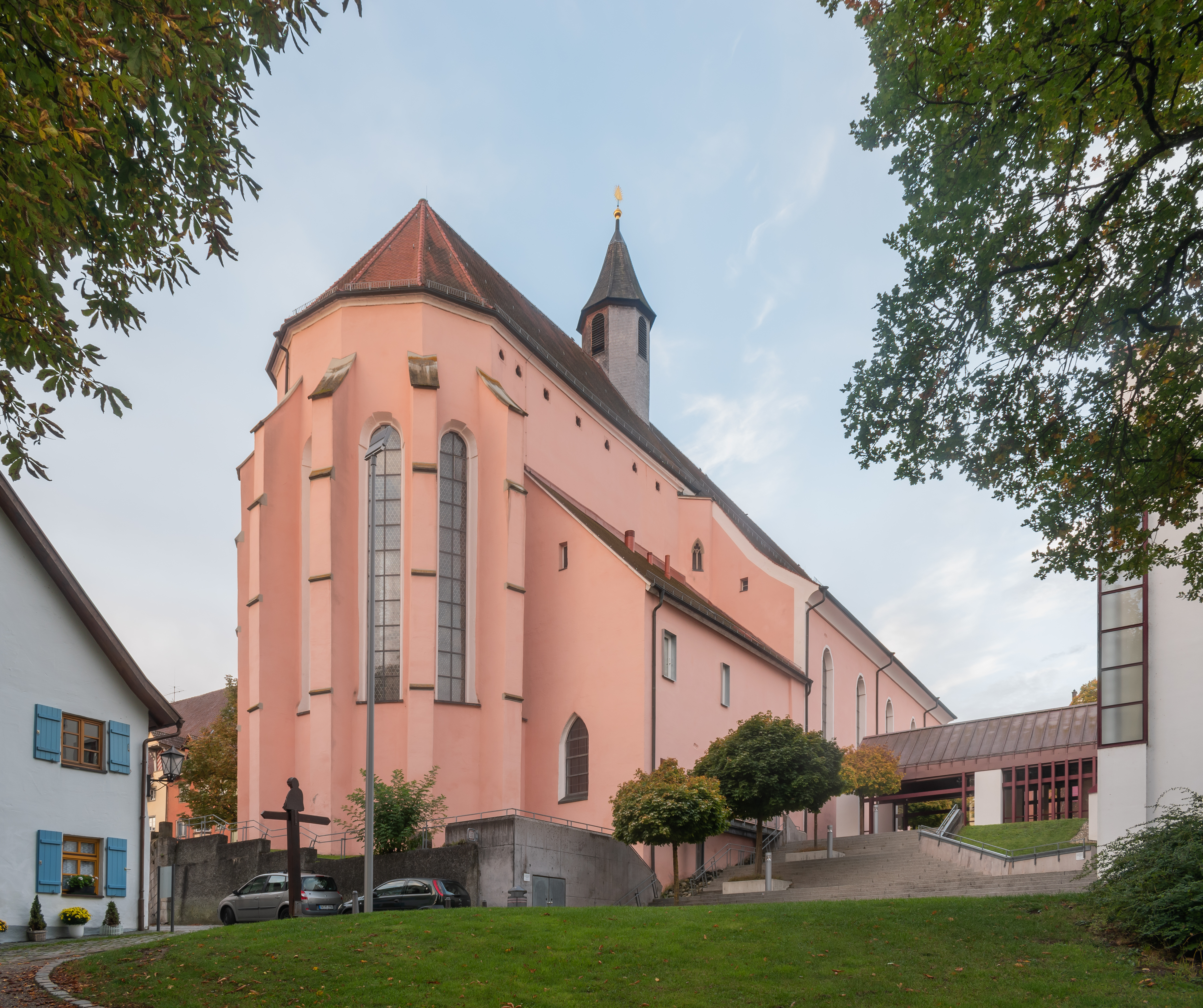
Die Predigerkirche in Rottweil ist die Stadtkirche der Protestanten

Die Kirchengemeinde Rottweil-Flözlingen umfasst die Stadt Rottweil (mit ihren Stadtteilen, jedoch ohne Unterrotenstein), die Gemeinden Bösingen (einschließlich Herrenzimmern), Villingendorf und Wellendingen (einschließlich Wilflingen) sowie den Hauptort der Gemeinde Dietingen und die Gemeinde Zimmern ob Rottweil.
Das Gebiet der Freien Reichsstadt Rottweil blieb nach der Reformation katholisch. Im 19. Jahrhundert zogen aber auch Protestanten nach Rottweil. Bereits ab 1802 wohnten württembergische Militärangehörigen in Rottweil, die von Flözlingen aus versorgt wurden. Einen eigenen Garnisonsprediger gab es ab 1807. Die erste zivile Pfarrei wurde 1818 in Rottweil eingerichtet. Die evangelische Kirchengemeinde erhielt die ehemalige Dominikanerklosterkirche, genannt Predigerkirche, als Stadtpfarrkirche. Nach dem Zweiten Weltkrieg wurden drei weitere Pfarreien errichtet, 1958 eine zweite, 1978 eine dritte und 2000 eine vierte Pfarrei. Sie trugen die Bezeichnungen Mitte, Nord, Nordwest und Süd. 

Die Stadtkirche ist bis heute die einzige evangelische Kirche im Stadtgebiet. Zu ihr gehören auch die Evangelischen, die in den Rottweiler Stadtteilen Feckenhausen, Göllsdorf, Hausen ob Rottweil, Neufra, Neukirch und Zepfenhan und in den Nachbargemeinden Bösingen, Dietingen (nur Hauptort), Villingendorf und Wellendingen wohnen, wobei der Wellendinger Ortsteil Wilflingen bis 1951 zur Kirchengemeinde Hechingen und damit zur Evangelischen Kirche der Altpreußischen Union gehörte. Als zum 1. April 1951 die Kirchengemeinde Hechingen mit anderen Kirchengemeinden in die württembergische Landeskirche umgegliedert wurde, wurden die evangelischen Bewohner von Wilflingen von der Kirchengemeinde Hechingen abgetrennt und der Kirchengemeinde Rottweil angegliedert. Der Dietinger Ortsteil Gößlingen wurde mit Wirkung vom 1. November 1995 ebenfalls der Kirchengemeinde Rottweil zugeordnet. Bis dahin gehörte er zur Kirchengemeinde Täbingen (Kirchenbezirk Balingen). Der Rottweiler Wohnplatz Unterrotenstein wurde bereits durch Bekanntmachung des Oberkirchenrats vom 4. Juni 1974 der Kirchengemeinde Deißlingen zugeordnet.

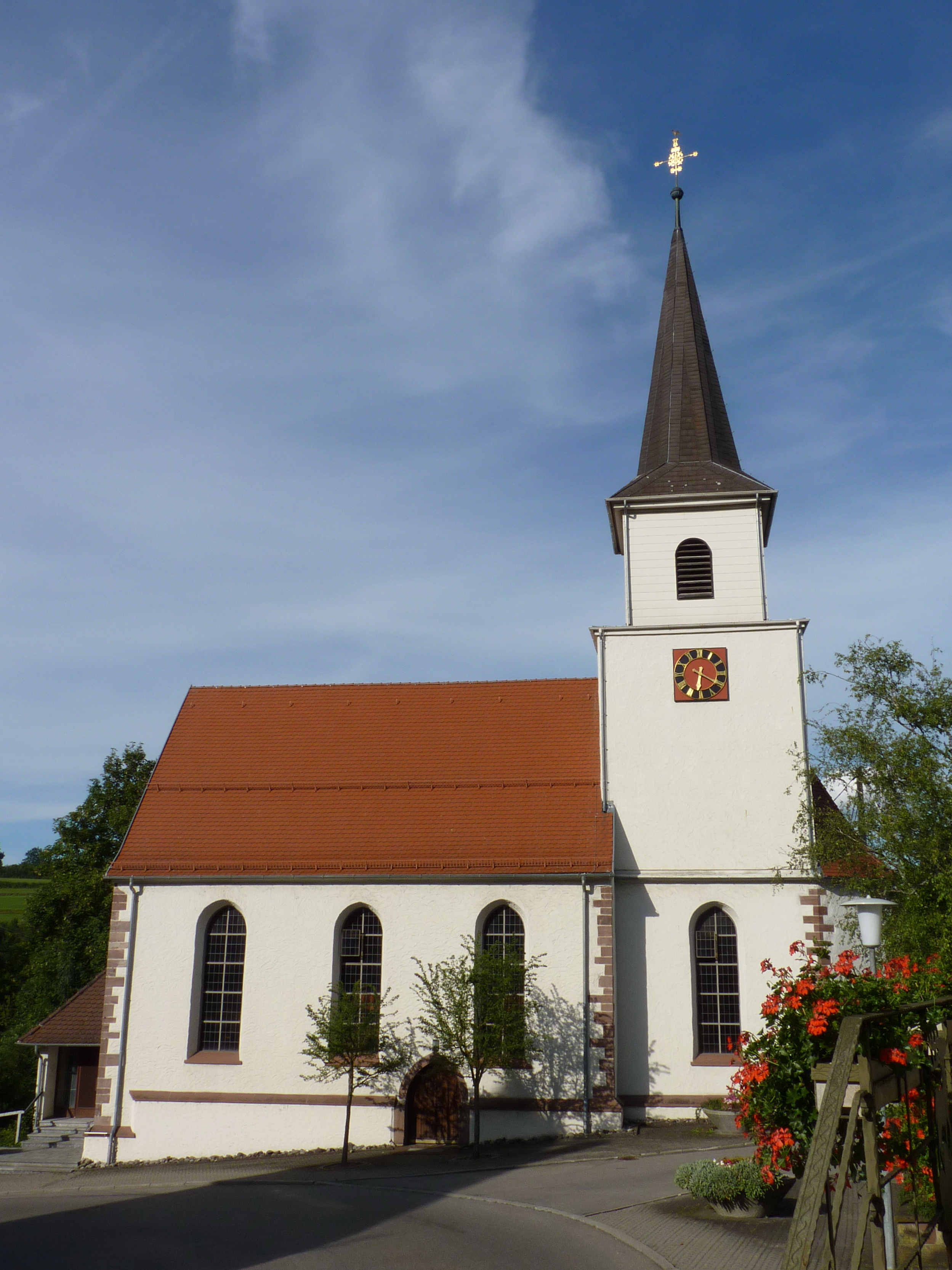
Evangelische Kirche Flözlingen

Bis 1969 gehörte auch Talhausen (Gemeinde Epfendorf) zur Kirchengemeinde Rottweil. Durch Bekanntmachung des Oberkirchenrats vom 3. November 1969 wurde Talhausen jedoch der Kirchengemeinde Trichtingen zugeordnet. Mit gleicher Bekanntmachung wurde der Vaihinger Hof (Gemeinde Neukirch) von der Kirchengemeinde Täbingen (Kirchenbezirk Balingen) in die Kirchengemeinde Rottweil umgegliedert.
Flözlingen wurde 1360/70 als Filialort von Stetten genannt. Das Patronat der Kirche hatten die Herren von Falkenstein, die es an Württemberg abtraten. Nach der Reformation wurde Flözlingen evangelische Pfarrei. Die gotische Kirche mit Chorturm wurde 1717 erneuert. Baumeister war Heinrich Arnold von Rosenfeld.
Die evangelischen Bewohner der überwiegend katholischen Nachbarorte und heutigen Ortsteile von Zimmern ob Rottweil (Horgen, Stetten ob Rottweil und Zimmern ob Rottweil), die überwiegend erst nach dem Zweiten Weltkrieg zuzogen, gehörten zunächst zur Kirchengemeinde Rottweil. Durch Bekanntmachung des Oberkirchenrats vom 30. Juni 1975 wurden diese Orte der Kirchengemeinde und Pfarrei Flözlingen zugeordnet. Der Ortsteil Wildenstein der Gemeinde Zimmern ob Rottweil wurde hingegen durch Bekanntmachung des Oberkirchenrats vom 4. Juni 1974 der Kirchengemeinde Deißlingen zugeordnet. Mit Wirkung vom 5. September 1995 wurde die Kirchengemeinde Flözlingen in Flözlingen-Zimmern umbenannt.
Am 1. Januar 2025 schlossen sich die evangelische Kirchengemeinde Rottweil und die evangelische Kirchengemeinde Flözlingen-Zimmern zur Evangelischen Kirchengemeinde Rottweil-Flözlingen zusammen.

### Rötenberg

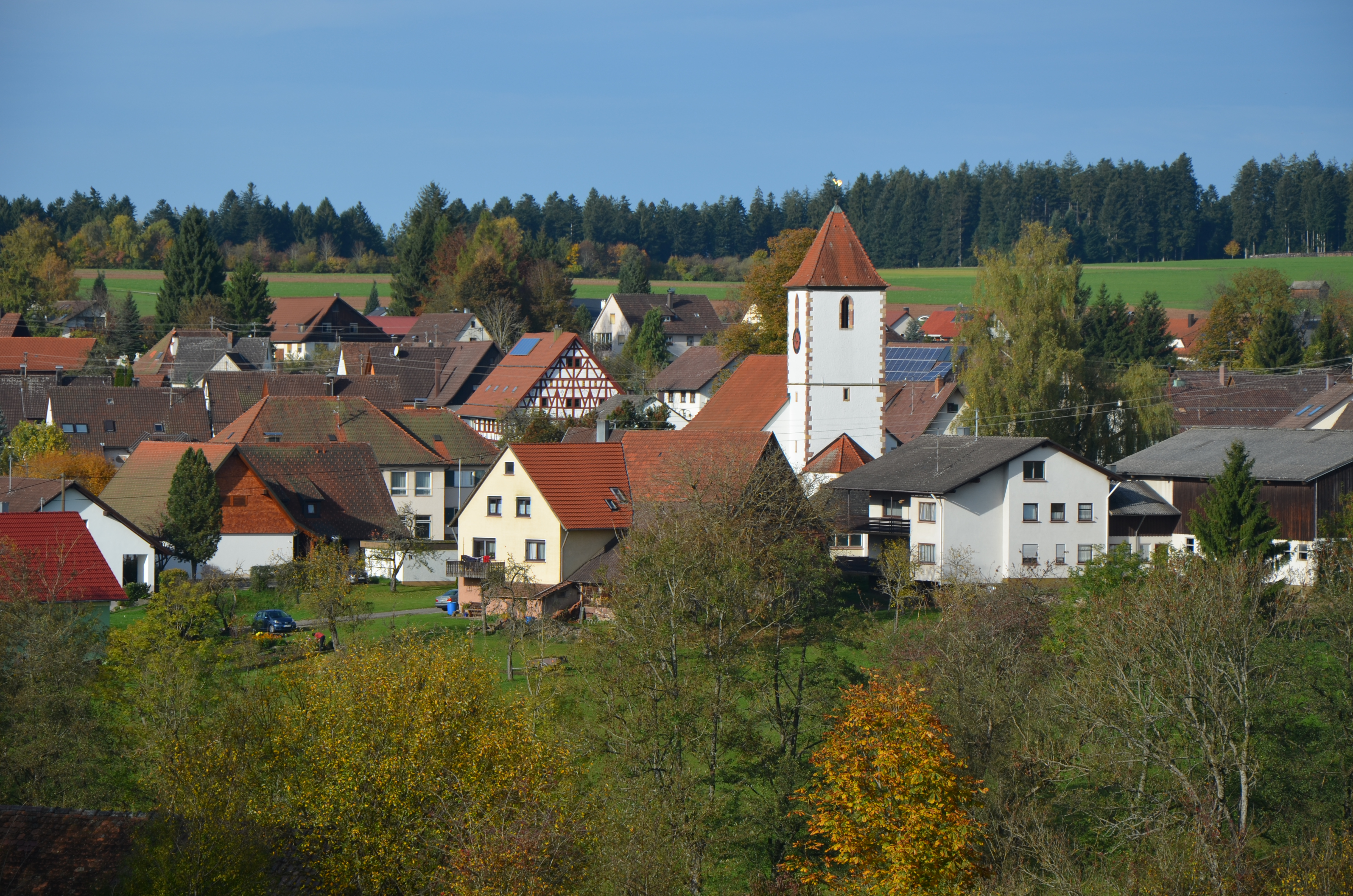
Heilig-Kreuz-Kirche Rötenberg

Die Kirchengemeinde Rötenberg (etwa 1.450 Mitglieder) umfasst die Gemeinde Aichhalden mit Ausnahme des Weilers Eselbach, der zur Kirchengemeinde Schramberg gehört. Eine Kirche wird in Rötenberg bereits 1275 erwähnt. Sie wurde vermutlich vom Kloster Alpirsbach gegründet. Die Heilig-Kreuz-Kirche ist ursprünglich ein spätgotischer Bau, von dem nur noch der vieleckige Chor und der Turm erhalten ist. Das Langhaus wurde 1774 neu erbaut. Im Innern befinden sich noch ein spätgotischer Taufstein und romanische Säulenbasen. Zur Kirchengemeinde Rötenberg gehört auch der Ort Bach und Altenberg, das nach der durch Württemberg eingeführten Reformation zum Klosteramt Alpirsbach gehörte. Der Hauptort Aichhalden blieb nach der Reformation katholisch. Die hier überwiegend erst nach dem Zweiten Weltkrieg zugezogenen Bewohner wurden ebenfalls der Kirchengemeinde Rötenberg zugeordnet.

### Schramberg und Lauterbach

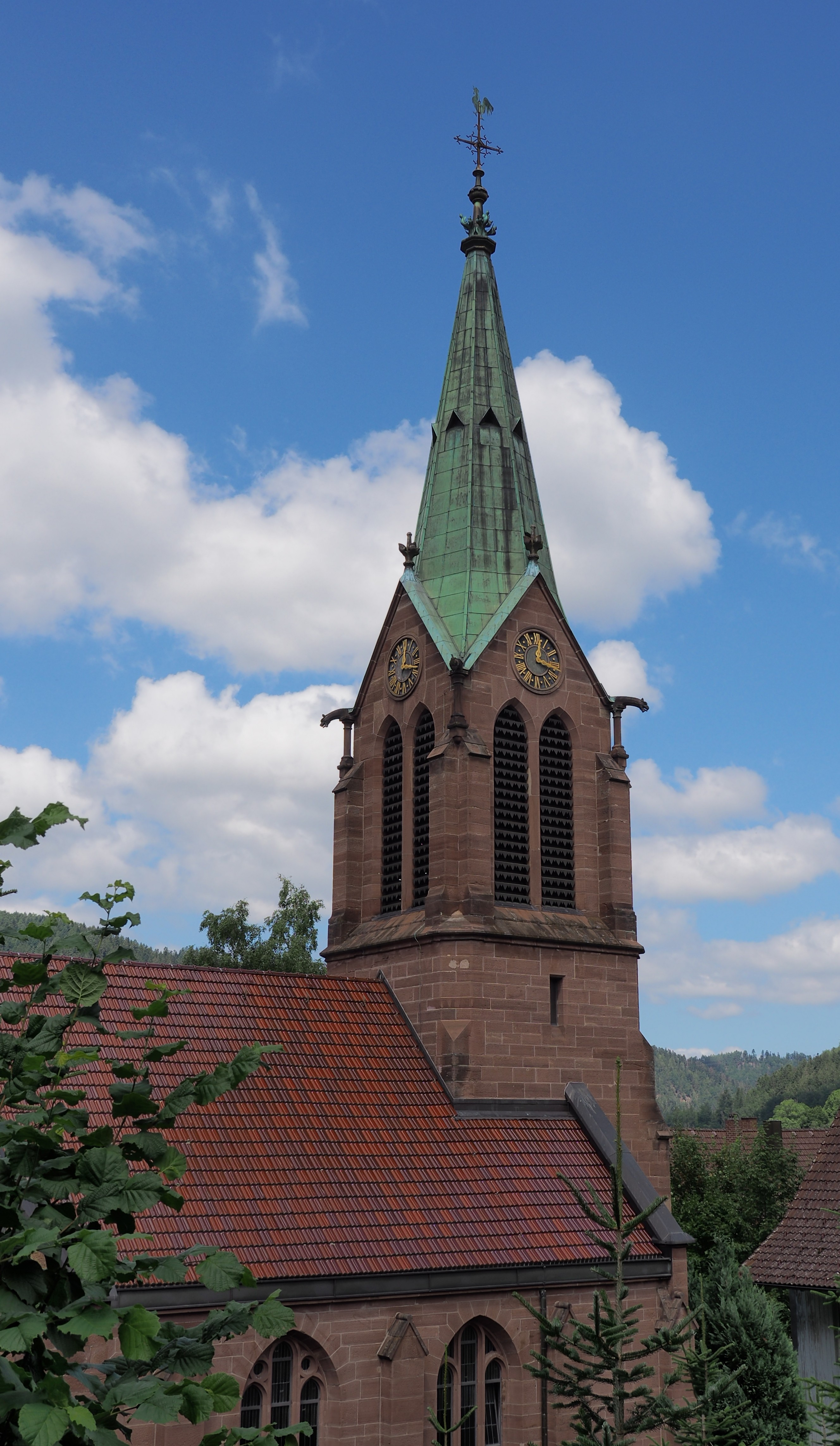
Ev. Stadtkirche Schramberg

Die Kirchengemeinde Schramberg und Lauterbach (etwa 1.600 Mitglieder) umfasst die Kernstadt und einige zugehörigen Weiler der Stadt Schramberg, die Gemeinde Lauterbach sowie den Weiler Eselbach der Gemeinde Aichhalden. Die Weiler Säuen, Schönbronn und Hutneck gehören zur Kirchengemeinde Locherhof. Der Stadtteil Sulgen bildet eine eigene Kirchengemeinde, Waldmössingen gehört zur Kirchengemeinde Fluorn, der Stadtteil Tennenbronn bildet eine eigene Kirchengemeinde der Evangelischen Landeskirche in Baden.
Mit Wirkung vom 1. Januar 1972 wurden die Kirchengemeinde Schramberg und ihre Filialkirchengemeinde Lauterbach zur Gesamtkirchengemeinde Schramberg zusammengefasst. Zum 1. Januar 2019 fusionierten sie zur Kirchengemeinde Schramberg und Lauterbach.
Schramberg blieb nach der Reformation katholisch. Evangelische Bewohner zogen aber bereits im 19. Jahrhundert vor allem infolge der Industrialisierung in den Raum Schramberg. Dies führte 1835 zur Bildung einer evangelischen Pfarrverweserei für die Orte Sulgen, Schramberg, Locherhof, Mariazell und Dunningen, die ihren Sitz in Schönbronn nahm. Hier wurde 1857/58 auch eine Kirche erbaut, die auch Schramberg mit betreute, bis dort 1874 eine eigene Kirche erbaut wurde. Zuvor war 1866 in Schramberg bereits eine eigene Pfarrverweserei eingerichtet worden. Den ersten evangelischen Gottesdienst in Schramberg hatte es bereits 1851 im Gartensaal des Mohrenwirtes gegeben. Der erste evangelische Pfarrer, Theodor Traub, nahm 1888 in Schramberg seinen Dienst auf. 1898 wurde die Stadtkirche erweitert.
1902 wurde die Kleinkinderschule, ein Vorläufer des Kindergartens, gegründet und 1927 erbaute sich die Kirchengemeinde ein Gemeindehaus in der Oberndorferstraße. Ein weiteres Gemeindehaus, das Martin-Luther-Haus, wurde 1960 in der Zeppelinstraße erbaut.

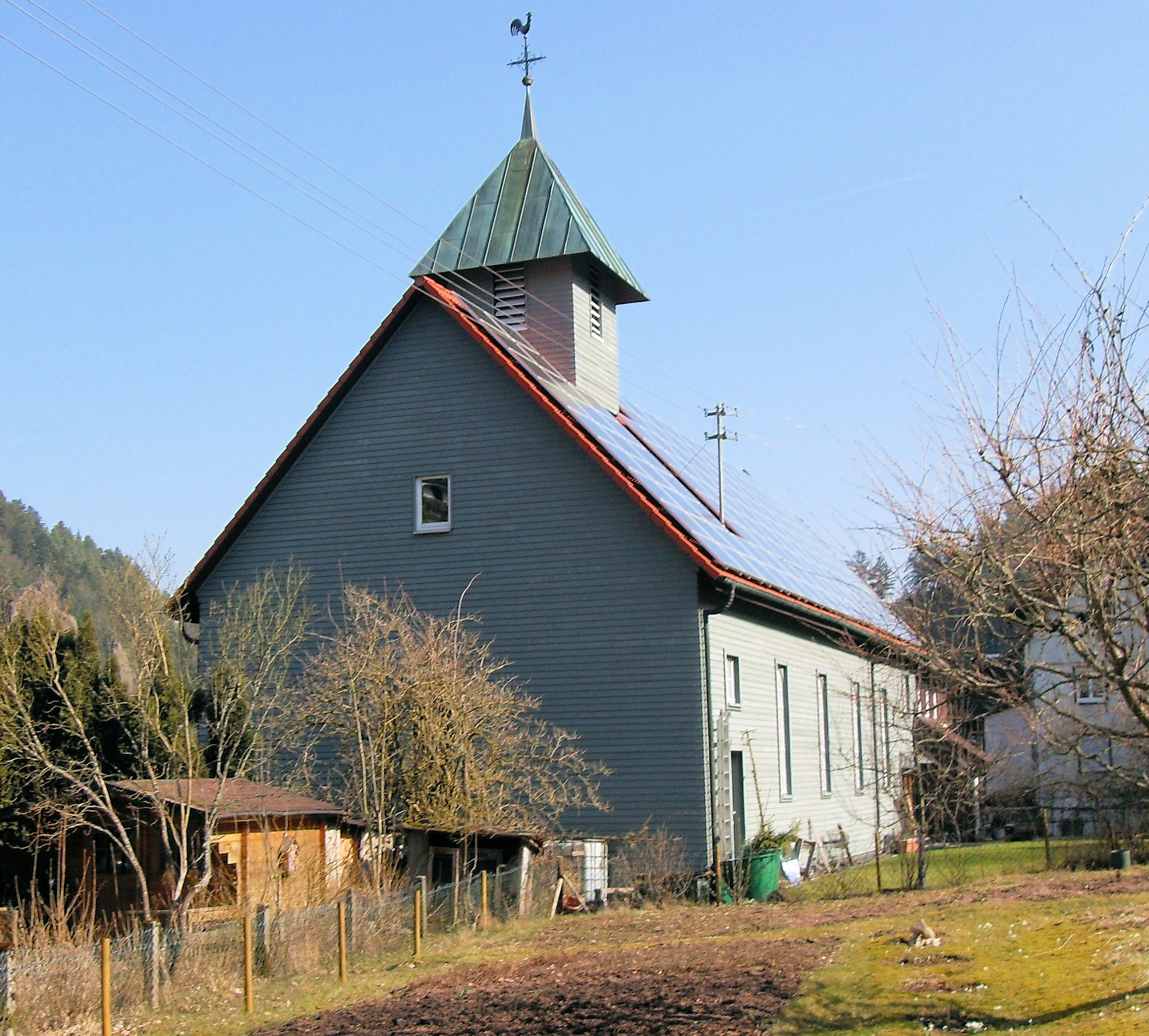
Ev. Kirche Lauterbach

Die Kirchengemeinde Lauterbach (etwa 400 Mitglieder) umfasste die Gemeinde Lauterbach. Lauterbach blieb nach der Reformation katholisch. Im 19. Jahrhundert zogen auch evangelische Bewohner zu. Der erste evangelische Gottesdienst in Lauterbach wurde 1904 gefeiert. 1948/49 wurden eine eigene Kirche und ein Pfarrhaus in Lauterbach erbaut. Durch Bekanntmachung des Oberkirchenrats vom 6. Oktober 1959 wurde dann die selbständige Filialkirchengemeinde Lauterbach der Muttergemeinde Schramberg gegründet. Seit 1972 bildet diese mit der Kirchengemeinde Schramberg die Gesamtkirchengemeinde Schramberg. Zum 1. Januar 2019 fusionierten die Kirchengemeinden. Heute werden die Evangelischen in Lauterbach vom Pfarramt Schramberg betreut.

### Schwenningen

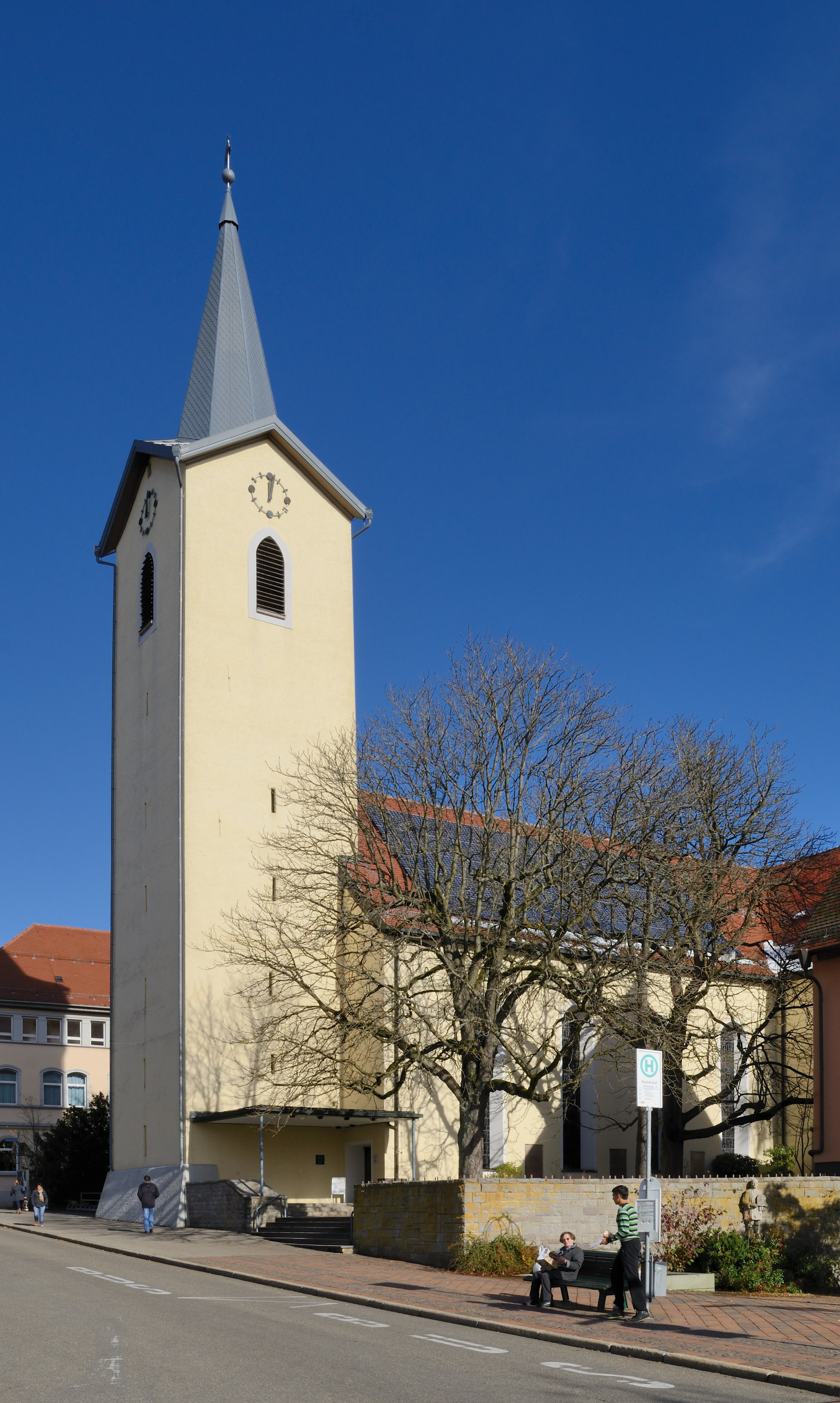
Evangelische Stadtkirche Schwenningen

Die Kirchengemeinde Schwenningen am Neckar umfasst den Stadtbezirk Schwenningen am Neckar der Stadt Villingen-Schwenningen und den Ortsteil Weigheim.
1275 gab es sowohl in Ober- als auch in Unterschwenningen jeweils eine Kirche. In Oberschwenningen bestand die Michaelskirche und in Unterschwenningen die St. Vinzenz-Kirche. Wenngleich die Vinzenzkirche allmählich zur Filialkirche von St. Michael herabgestuft wurde, so wurde sie nach der Reformation die alleinige Pfarrkirche von Schwenningen. Bereits seit 1444 war Schwenningen württembergisch. Das Herzogtum Württemberg führte ab 1535 die Reformation ein, so dass Schwenningen im Gegensatz zur Nachbarstadt Villingen bis ins 19. Jahrhundert rein evangelisch war. Nach der Reformation wurde die Michaelskirche abgebrochen. 1563 erhielt die Vinzenzkirche einen neuen Turm, 1700 ein neues Schiff und 1837/38 ein Querschiff und eine Erhöhung des Turmes. An der nunmehrigen Stadtkirche wurde infolge des starken Zuzugs von Protestanten bereits 1835 eine zweite Pfarrstelle eingerichtet. 1907 wurde der Bezirk Pauluskirche (Kirche von 1910), 1922 der Bezirk Johanneskirche (Notkirche von 1931, 1959/60 Neubau) abgetrennt, jeweils mit eigener Pfarrstelle. Innerhalb des Bezirks Johanneskirche entstand 1965 das Pfarramt Johannes II. Ferner entstand, auch mit eigener Pfarrstelle, der Bezirk Markuskirche (1956–2004 ehem. Friedhofskapelle als Markuskirche, ab 1972 Rinelen-Gemeindezentrum, ab 2004 Markuszentrum). Das Markuszentrum wurde 2012 zur Einsatz- und Verwaltungszentrale der Diakoniestation Villingen-Schwenningen umgebaut und die Gemeindemitglieder der Stadtkirche zugeordnet.
Heute besitzt die Kirchengemeinde Schwenningen noch drei Kirchengebäude, die Johanneskirche, die Pauluskirche und die Stadtkirche.

### Sigmarswangen

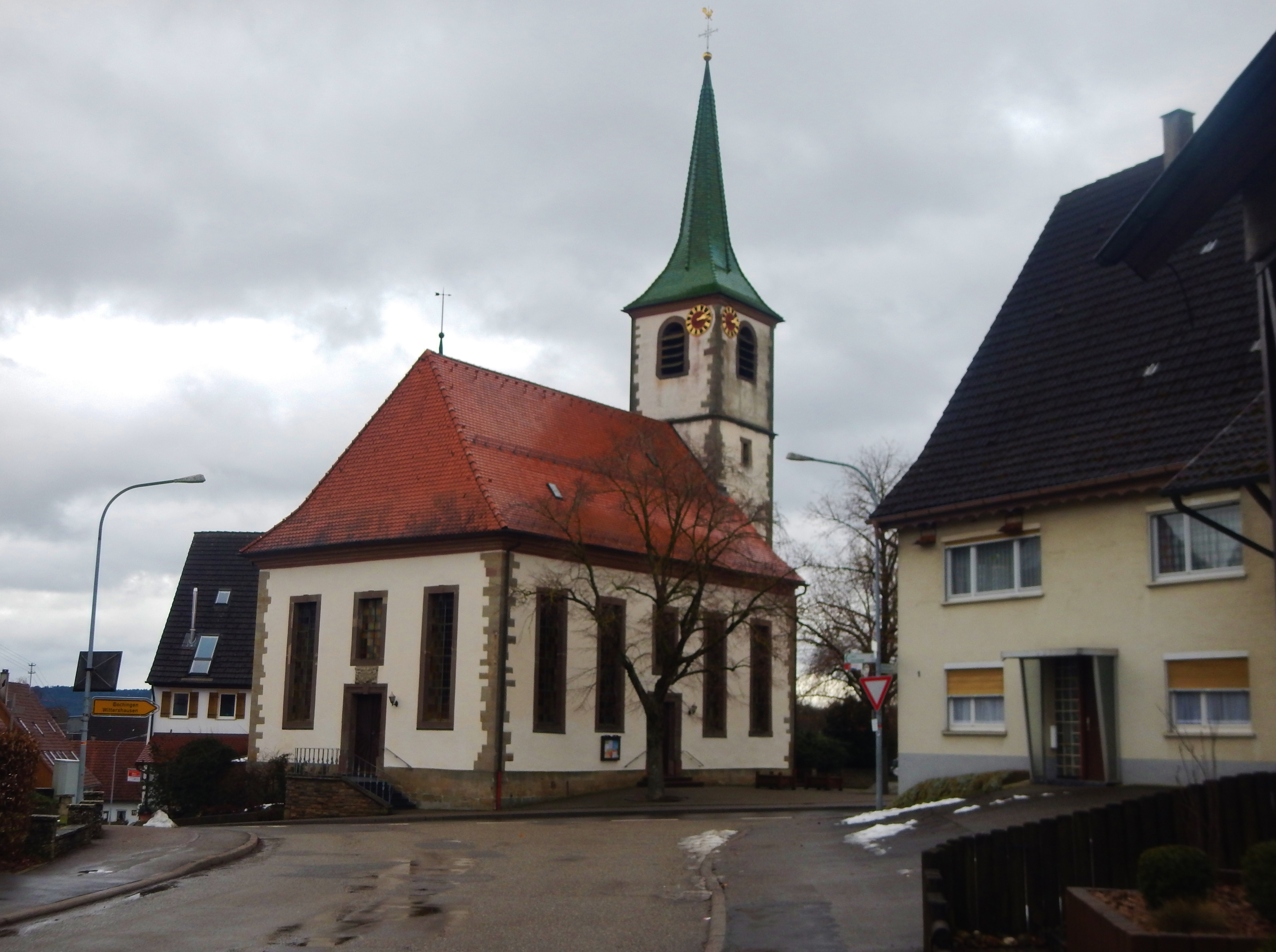
St. Jakobus in Sigmarswangen

Die Kirchengemeinde Sigmarswangen umfasst den Stadtteil Sigmarswangen der Stadt Sulz am Neckar. Ursprünglich war Sigmarswangen kirchlich auf die Pfarreien Aistaig und Bochingen aufgeteilt. Nach der Reformation wurde es ganz der Pfarrei Aistaig zugeordnet. 1836 wurde eine eigene Pfarrei errichtet, doch wird die Kirchengemeinde Sigmarswangen heute vom Pfarramt in Sulz betreut. Die alte Jakobuskapelle in Sigmarswangen wurde im 18. Jahrhundert abgebrochen und durch den heutigen Bau von 1788 ersetzt. Dabei wurde das Turmuntergeschoss des Vorgängerbaus beibehalten.

### Spaichingen

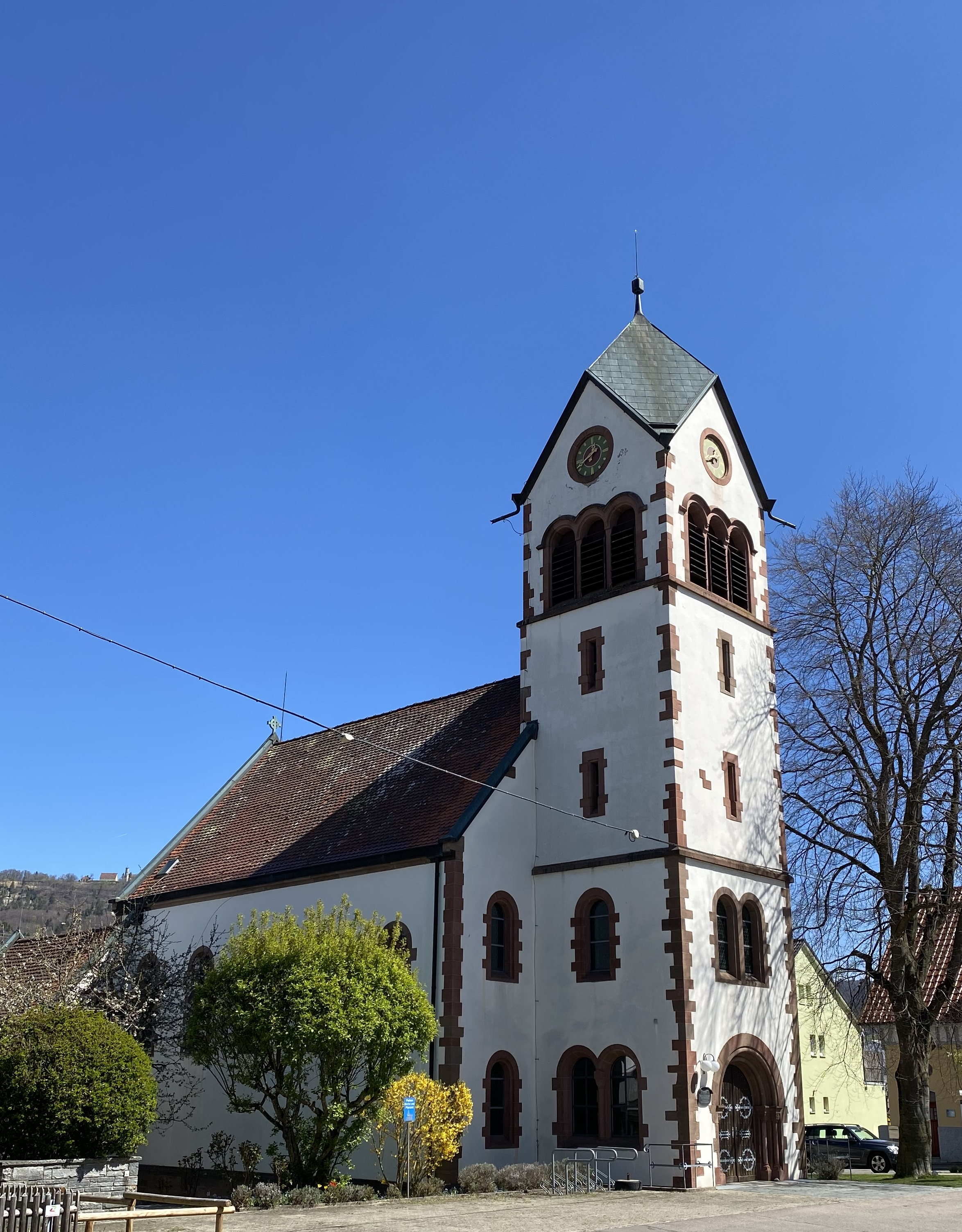
Evangelische Kirche in Spaichingen

Die Kirchengemeinde Spaichingen (ca. 2.800) umfasst die Stadt Spaichingen. Die Stadt blieb als Teil Vorderösterreichs nach der Reformation katholisch. Vor allem nach dem Zweiten Weltkrieg zogen auch evangelische Bewohner zu, die zunächst zur Kirchengemeinde Hausen ob Verena gehörten, bis in Spaichingen eine eigene Filialkirchengemeinde errichtet wurde. 1905 wurde eine eigene Kirche und Pfarrei errichtet. Ihr wurden später auch die evangelischen Bewohner aus Balgheim zugeordnet. Durch Bekanntmachung des Oberkirchenrats vom 13. Oktober 1955 wurde die Filialkirchengemeinde Spaichingen von der Muttergemeinde Hausen ob Verena losgelöst und zur selbständigen Kirchengemeinde erhoben.

### Sulgen
Die Kirchengemeinde Sulgen (etwa 2.200 Mitglieder) umfasst die Stadtteile Sulgen und Heiligenbronn mit einigen zugehörigen Weilern der Stadt Schramberg sowie den Ortsteil Seedorf der Gemeinde Dunningen. Sulgen und das gesamte Umland blieben nach der Reformation katholisch. Im 19. Jahrhundert zogen auch evangelische Bewohner zu und 1835 wurde eine evangelische Pfarrverweserei für die Orte Schönbronn, Sulgen, Schramberg, Locherhof, Mariazell und Dunningen gebildet, die ihren Sitz in Schönbronn nahm. Hiervon wurde später die Kirchengemeinde Schramberg abgespalten. Sulgen verblieb aber bei der Kirchengemeinde Schönbronn. Diese wurde insbesondere nach dem Zweiten Weltkrieg zu groß, so dass für Sulgen 1956 eine weitere Kirche, die „Auferstehungskirche“, erbaut und 1959 auch eine weitere Pfarrei errichtet wurde. Die selbständige Kirchengemeinde Sulgen wurde dann durch Bekanntmachung des Oberkirchenrats vom 23. Juni 1959 mit Wirkung vom 1. April 1959 aus Gebieten der Kirchengemeinde Schönbronn errichtet, nachdem das Kultusministerium die neue Kirchengemeinde mit Schreiben vom 6. August 1958 als Körperschaft des öffentlichen Rechts anerkannt hatte. Ihr wurden auch die evangelischen Bewohner aus den Weilern Beschenhof, Birkenhof, Friedrichsberg, Heiligenbronn (seit 1911 zur Kirchengemeinde Fluorn gehörig), Lienberg, Oberreute, Schoren, Steighäusle und Vier Häuser zugeordnet. Die Kirchengemeinde Schönbronn ging dann 1960 in der Kirchengemeinde Locherhof auf. Seit 2001 hat die Kirchengemeinde Sulgen auch ein Gemeindehaus direkt neben der Kirche.
Seedorf blieb nach der Reformation ebenfalls katholisch. Die überwiegend erst nach dem Zweiten Weltkrieg zugezogenen evangelischen Bewohner wurden zunächst der Kirchengemeinde Fluorn zugeordnet. Durch Bekanntmachung des Oberkirchenrats vom 4. Januar 1965 wurden sie jedoch ebenfalls der Kirchengemeinde Sulgen zugeordnet.

### Sulz-Holzhausen

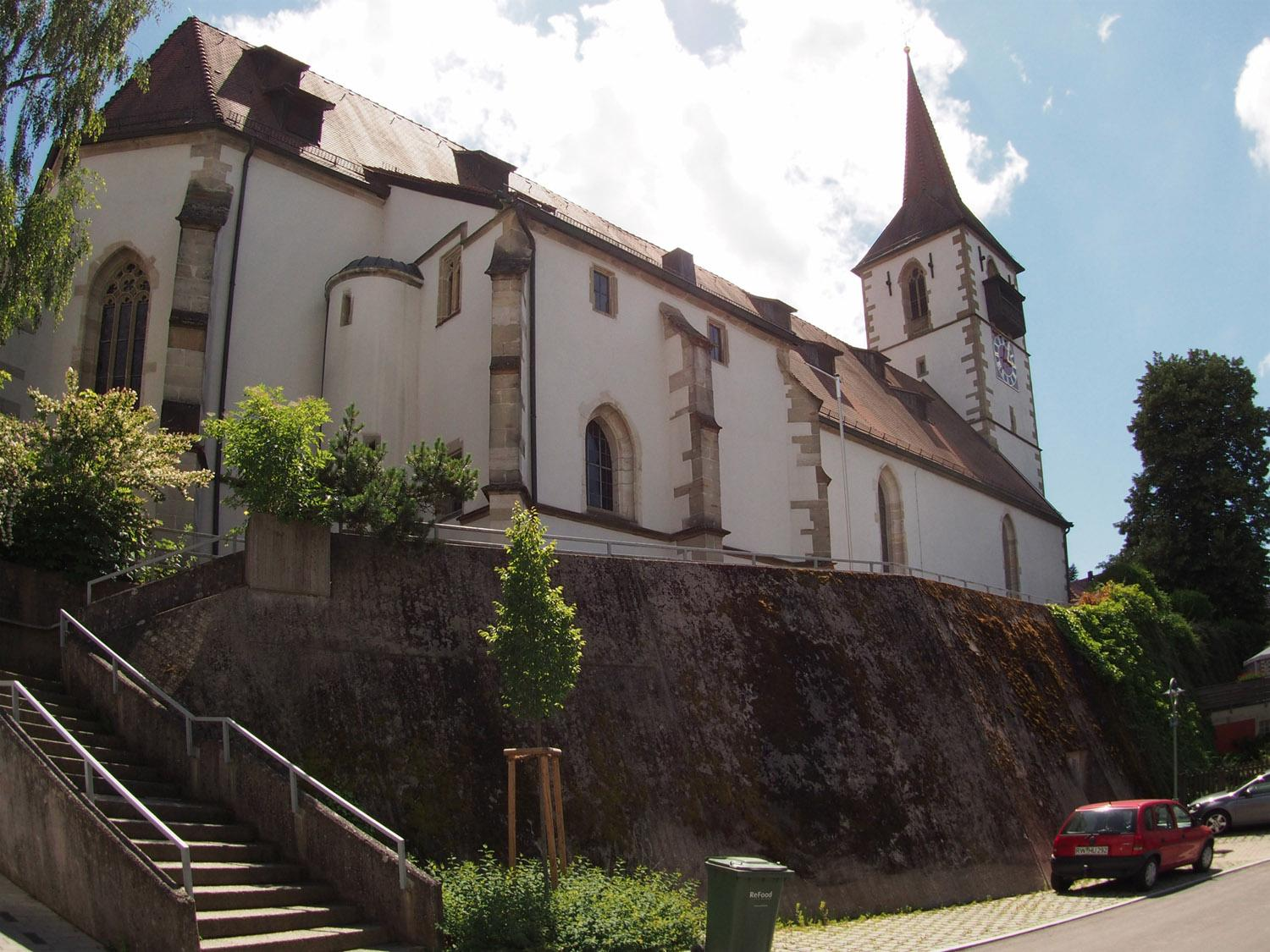
Ev. Stadtkirche Sulz am Neckar

Die Kirchengemeinde Sulz-Holzhausen umfasst die Kernstadt von Sulz am Neckar und den Stadtteil Holzhausen der Stadt Sulz am Neckar.
Kirchlich gehörte Sulz am Neckar zunächst Bergfelden, hatte aber ab 1275 zeitweise eine eigene Pfarrei. Die Kirche St. Sebastian befand sich im württembergischen Patronat. 1503 wurde in Sulz am Neckar eine eigene Pfarrei errichtet und 1515 wurde die Stadt Sitz eines Dekanats (damals Specialsuperintendentur).
Holzhausen war Filiale von Bergfelden, seit dem 15. Jahrhundert von Vöhringen und später von Sulz. Eine Kapelle St. Otmar ist abgegangen, die heutige Kirche wurde 1780 erbaut.

### Trichtingen
Die Kirchengemeinde Trichtingen (etwa 1.400 Mitglieder) umfasst die Gemeinde Epfendorf mit den zugehörigen Ortsteilen Harthausen und Trichtingen und dem Weiler Talhausen sowie die Ortsteile Böhringen und Irslingen der Gemeinde Dietingen. Eine Pfarrei wird in Trichtingen bereits 1275 erstmals genannt. Die ursprünglich gotische Kirche in Trichtingen wurde mehrmals verändert, zuletzt wurde sie 1956 erweitert. In den zugehörigen Orten Epfendorf, Harthausen, Böhringen und Irslingen wurde die Reformation nicht eingeführt. Diese Orte blieben daher katholisch.
Die evangelischen Bewohner von Epfendorf gehörten bis 1908 bereits zur Kirchengemeinde Trichtingen, wurden dann aber durch Bekanntmachung des Konsistoriums vom 12. November 1908 der Kirchengemeinde Oberndorf am Neckar zugeordnet. Die evangelischen Bewohner der anderen Orte, die überwiegend erst nach dem Zweiten Weltkrieg zuzogen, wurden bereits der Kirchengemeinde Trichtingen zugeordnet.
Durch Bekanntmachung des Oberkirchenrats vom 3. November 1969 wurde auch Epfendorf wieder der Kirchengemeinde Trichtingen zugeordnet. Gleichzeitig wurde auch Talhausen, das bis 1969 zur Kirchengemeinde Rottweil (Kirchenbezirk Tuttlingen) gehörte, der Kirchengemeinde Trichtingen zugeordnet.

### Trossingen

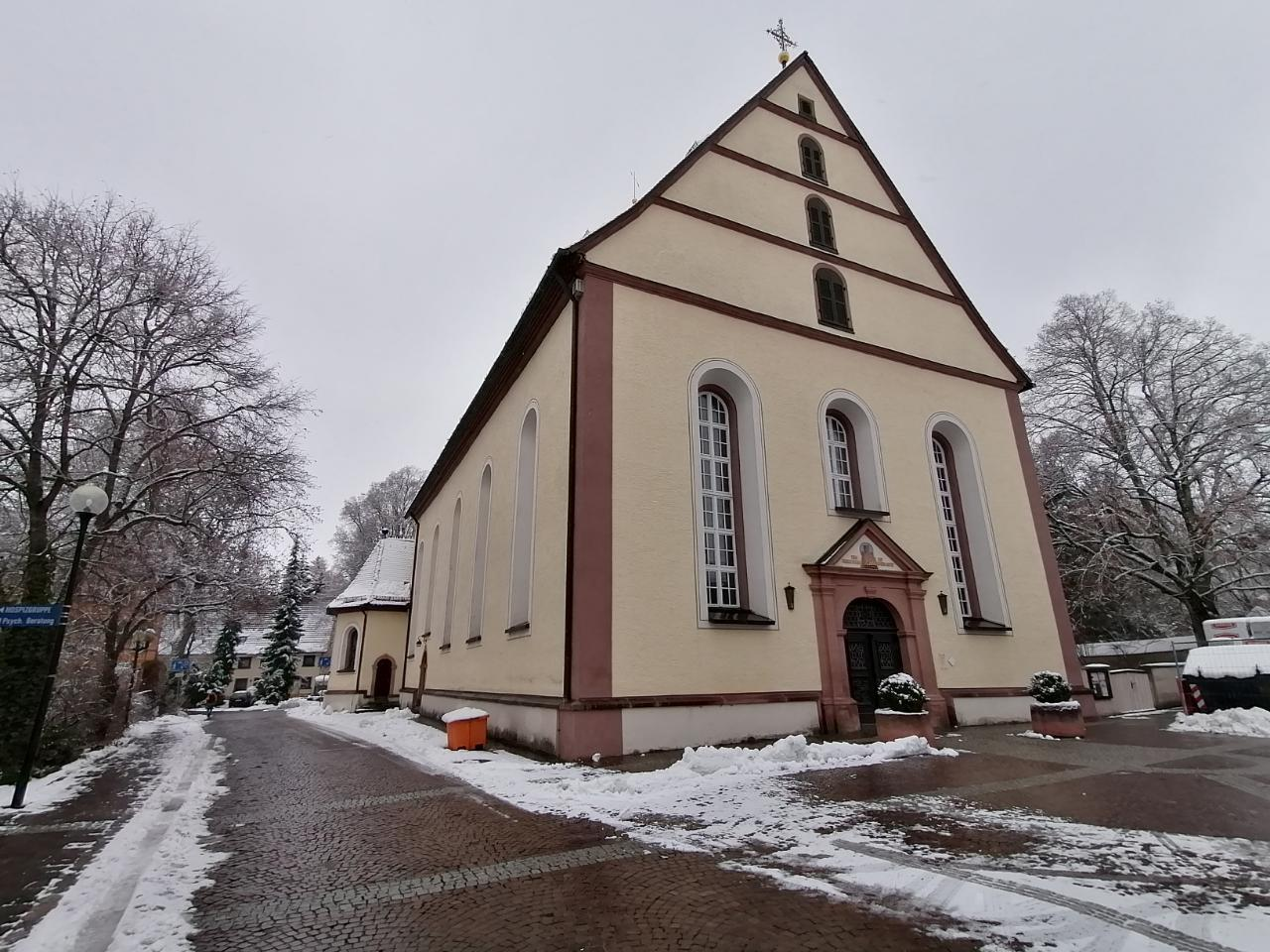
Martin-Luther-Kirche Trossingen

Die Kirchengemeinde Trossingen (ca. 5.650) umfasst die Kernstadt von Trossingen, den Wohnplatz Bundesbahnhof Trossingen, welcher erst durch Bekanntmachung des Oberkirchenrats vom 12. März 1962 von der Kirchengemeinde Deißlingen hierher umgegliedert wurde, sowie den Stadtteil Schura der Stadt Trossingen.

An der Pfarrkirche in Trossingen wurde 1275 ein Pleban erwähnt. Sie gehörte dem Kloster Reichenau. Württemberg führte die Reformation ein und hob 1536 die Kaplanei auf. Die heutige Kirche in Trossingen geht zurück auf die ursprünglich Beatae Mariae Virginis, also der Heiligen Jungfrau Maria geweihte Kirche in Niederhofen. Bis ins 19. Jahrhundert bestand Trossingen aus dem unteren Dorf Niederhofen und dem oberen Dorf Sontheim. Die Kirche in Niederhofen wurde 1746 bis auf das Turmuntergeschoss abgebrochen und durch einen größeren Neubau ersetzt, der 1933 den Namen Martin-Luther-Kirche erhielt. In Sontheim gab es eine Kirche St. Anna, die nach der Reformation als Pfarrkirche aufgehoben und später teilweise abgebrochen wurde. Reste waren noch bis ins 20. Jahrhundert vorhanden. 1953 wurde eine zweite evangelische Pfarrei (Pfarramt West) errichtet. Das bisherige Pfarramt an der Martin-Luther-Kirche wurde zum Pfarramt Ost.

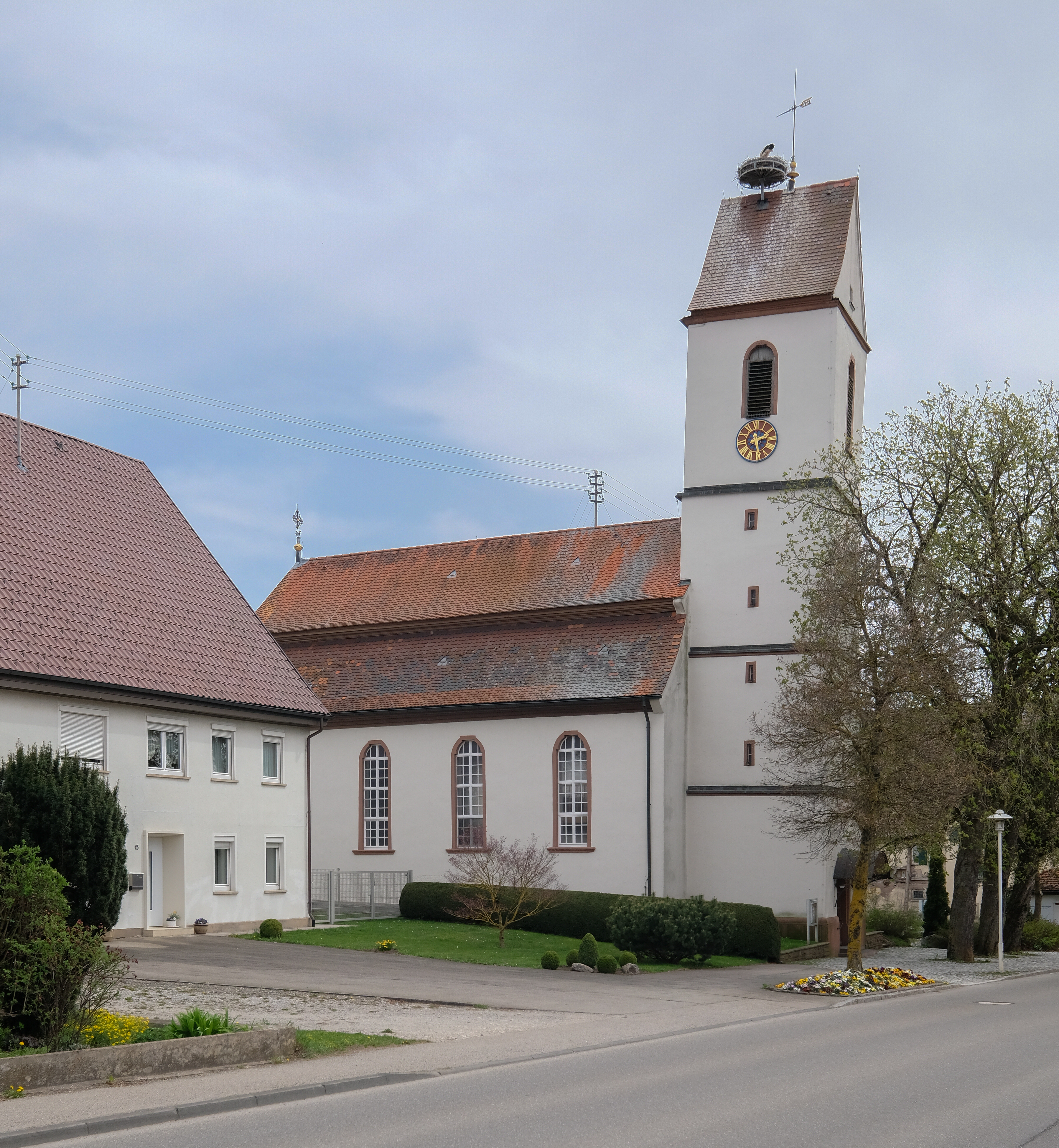
Evangelische Kirche Schura

Schura war kirchlich zunächst Filiale von Trossingen. 1846 erhielt der Ort eine Pfarrverweserei und 1894 eine eigene Pfarrei. Eine Kirche besitzt Schura seit 1737.

### Tuningen-Talheim

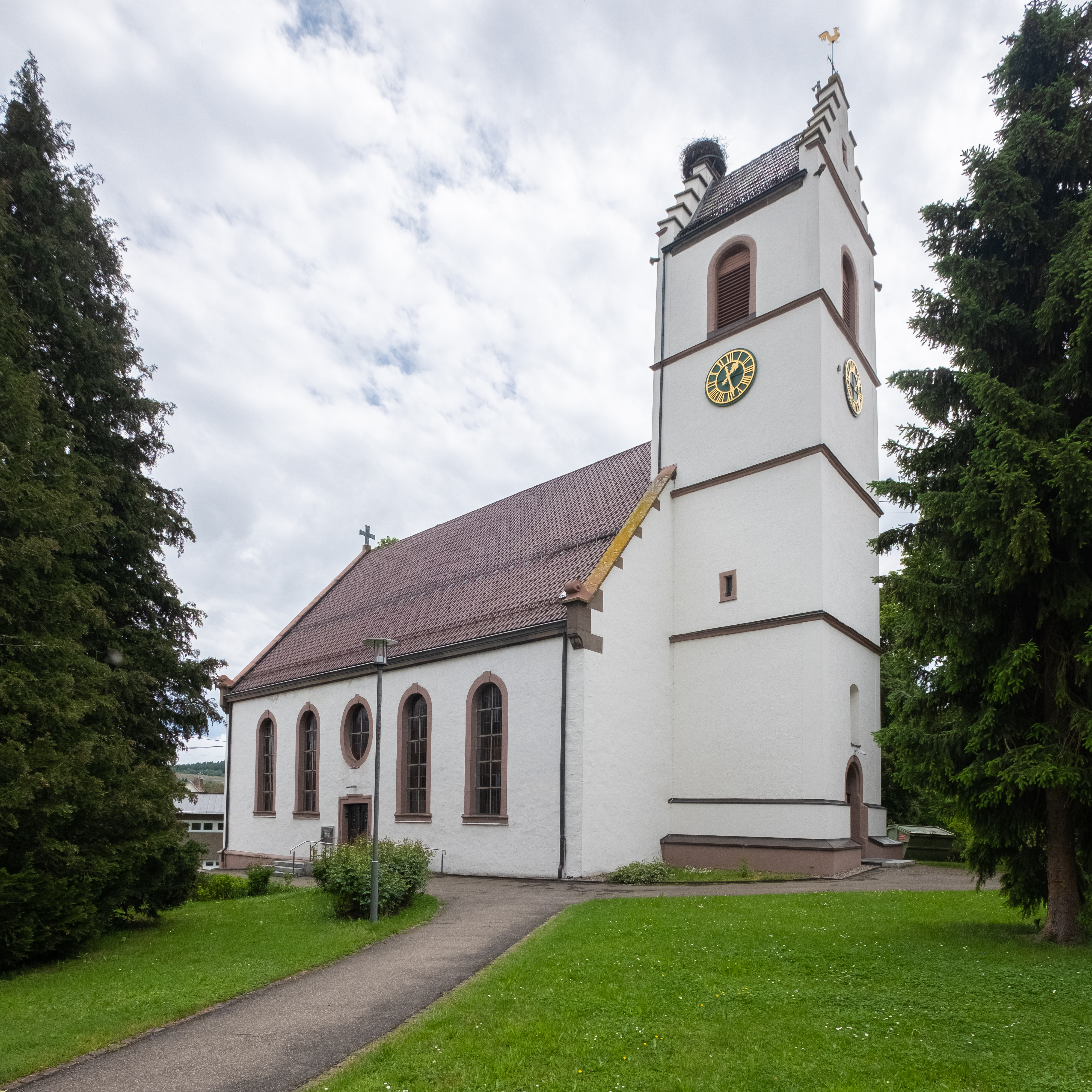
Evangelische Kirche Tuningen

Die Kirchengemeinde Tuningen-Talheim umfasst die Gemeinden Tuningen und Talheim und den Stadtteil Eßlingen der Stadt Tuttlingen.
Schon um 1220 wurde in Tuningen ein Pleban und eine Kirche erwähnt. Es handelt sich wohl um eine Wallfahrtskirche, die am 25. April 1338 mit einem Ablassbrief begabt wurde. Die St. Gallus geweihte Kirche stand außerhalb des Ortes zwischen Sunthausen und Tuningen. Wahrscheinlich handelte es sich zunächst um einen Holzbau, der erst später durch einen Steinbau ersetzt wurde. Wohl im Dreißigjährigen Krieg wurde die Kirche abgebrochen. Schon 1537 wurde auf Beschluss des Vogtes und der Bevölkerung gegen den Widerstand der Stadt Villingen die Reformation eingeführt. Erster evangelischer Pfarrer war Johannes Khym. Die heutige Kirche wurde im 17. Jahrhundert innerhalb des Ortes erbaut, der Turm datiert 1686. 1728 bis 1731 wurde sie durch Landbaumeister Georg Friedrich Majer aus Stuttgart zu einer typischen Querkirche mit polygonalem Sakristei-Anbau vergrößert und mit hufeisenförmiger Anordnung von Gestühl und Dreiseiten-Empore auf die Kanzel und darunter/davor den Altar ausgerichtet. Sie erhielt den Namen Michaelskirche, da es vermutlich auf dem Friedhof in Tuningen bereits in vorreformatorischer Zeit eine Michaelskapelle gab, die auch als Pfarrkirche diente. 1857 wurde die Außenfassade samt Turm renoviert. 1901 erfolgte durch Architekt Heinrich Dolmetsch eine historisierende Umgestaltung mit Dachstuhlerneuerung und dem Einbau von Farbverglasungen mit Maßwerk- und Bordüren-Ornamenten aus der Glasmaler-Werkstatt Ludwig & Theodor Wilhelm in Rottweil. 1966 bis 1968 wurde sie innen sowie 1990 außen renoviert. Im Jahre 1766 wird erstmals eine Kirchenorgel in der Tuninger Ortskirche erwähnt, die 1842 durch eine neue Orgel an der Ostempore ersetzt wurde. 1982 erhielt die Kirchengemeinde die heutige Orgel der Firma Georges Heintz aus Schiltach. Von der älteren Ausstattung sind die Kanzel, das Altargitter und der Altar mit aufgesetztem Fünf-Wunden-Kreuz erhalten.
Zwischen 1624 und 1871 wurde Sunthausen als Filialgemeinde von Tuningen mit betreut. In der Zeit von 1635 bis 1649 hatte Tuningen keinen eigenen Pfarrer. Die Kirchengemeinde wurde damals von Aldingen aus mit versorgt. Die Kirchengemeinde Tuningen ist Träger eines Kindergartens („Hegenest“), der auf eine Kleinkinderschule von 1862 zurückgeht.
Als besondere Gruppierungen, die in Verbindung mit der Kirchengemeinde stehen, sind die Michael Hahn’sche Gemeinschaft (seit 1860) und die Altpietistische Gemeinschaft (seit ca. 1899) sowie das Blaue Kreuz (ab 1901) zu nennen.
Eine Kirche St. Ägidius in Talheim, später St. Brigitta wurde 1275 erstmals erwähnt. Das Patronatsrecht hatte das Domkapitel Konstanz, wohl als Nachfolger des Klosters Reichenau. Württemberg führte die Reformation ein und nahm das Patronatsrecht an sich. Die Kirche wurde 1811 vergrößert und umgebaut. Dabei wurde der Turm des bisherigen Baus beibehalten.
Eßlingen blieb nach der Reformation katholisch. Die später zugezogenen evangelischen Bewohner wurden zunächst der badischen Pfarrei Öfingen zugeordnet. Durch Erlass des Evangelischen Oberkirchenrats Stuttgart von 31. Juli 1952 wurden die Evangelischen im badischen Eßlingen der Pfarrei Talheim zugeordnet. Am 1. Januar 1977 wurden die Evangelischen aus Eßlingen der Kirchengemeinde Tuttlingen zugeordnet.

### Tuttlingen
Die Kirchengemeinde Tuttlingen umfasst die Kernstadt von Tuttlingen und die Gemeinde Wurmlingen. Sie wurde mit Wirkung vom 12. November 1989 als Gesamtkirchengemeinde Tuttlingen gebildet, als die bis dahin alleinige Kirchengemeinde Tuttlingen in die zunächst fünf Teilkirchengemeinden Stadtkirchengemeinde Tuttlingen, Martinskirchengemeinde Tuttlingen, Auferstehungskirchengemeinde Tuttlingen, Versöhnungskirchengemeinde Tuttlingen und Erlöserkirchengemeinde Wurmlingen aufgeteilt wurde. Zum 1. Dezember 2013 fusionierten die Martinskirchengemeinde und die Versöhnungskirchengemeinde zur Friedenskirchengemeinde. Die Gesamtkirchengemeinde sowie die Teilkirchengemeinden waren seit 1990 eigenständige Körperschaften des öffentlichen Rechts. Der Tuttlinger Stadtteil Möhringen bildete eine eigene Kirchengemeinde. 2019 vereinigten sich die Teilgemeinden der Gesamtkirchengemeinde Tuttlingen wieder zur Kirchengemeinde Tuttlingen.

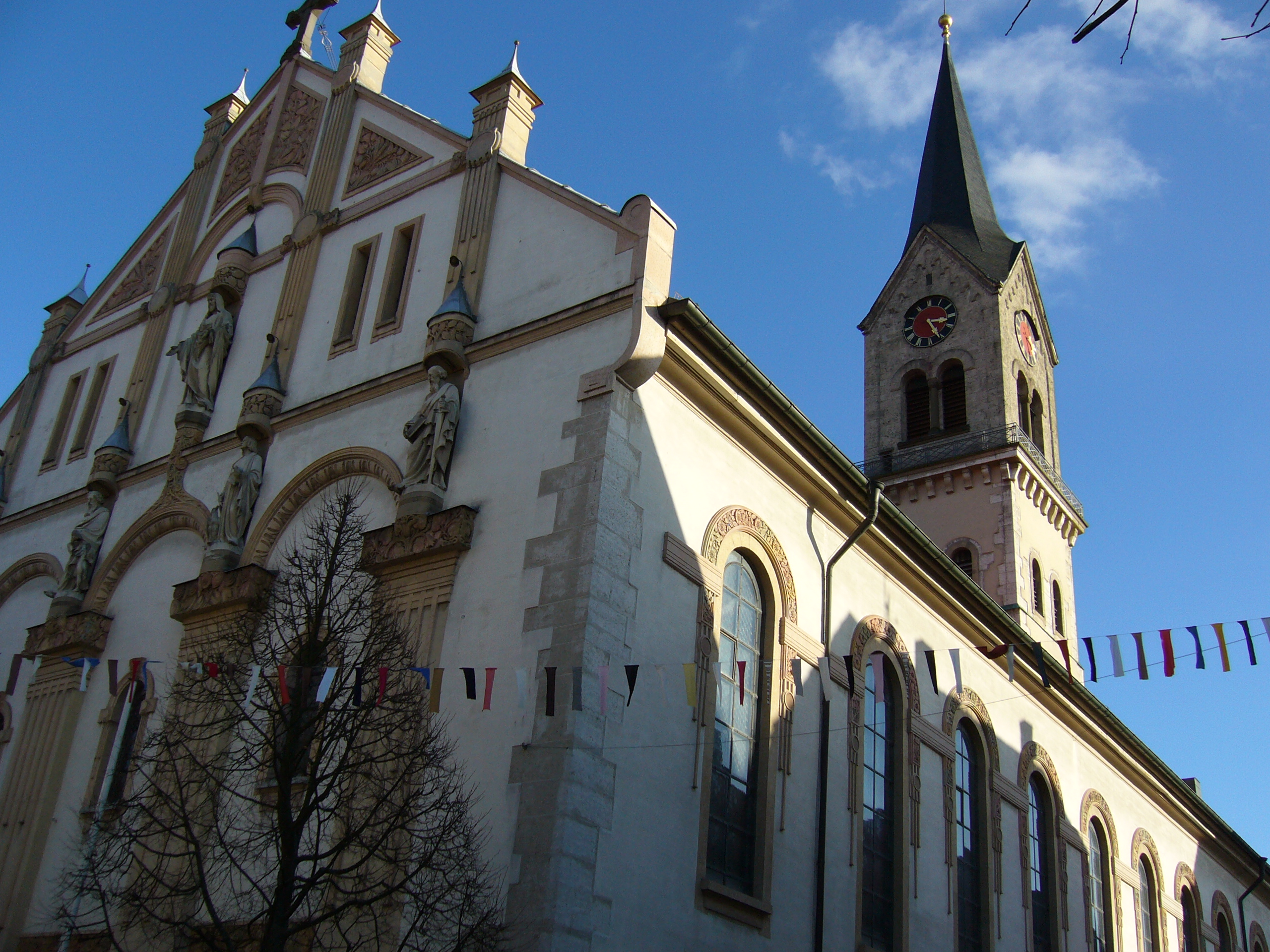
Stadtkirche St. Peter und Paul Tuttlingen

Im Mittelalter war der Abt des Klosters Reichenau Pleban der Pfarrei in Tuttlingen mit der Frauenkapelle und der St. Martinskaplanei. Pfarrkirche war zunächst die außerhalb der Stadt gelegene Martinskirche. Württemberg führte ab 1535 durch Ambrosius Blarer die Reformation ein. Tuttlingen wurde auch bald Sitz eines Dekanats. Die Martinskirche wurde bei der Schlacht von Tuttlingen 1643 zerstört. Danach wurde die Kirche St. Peter und Paul, heute Stadtkirche genannt, zur Pfarrkirche erhoben. Sie war ursprünglich eine kleine Kapelle, die mehrmals erweitert wurde. Die Ruine der alten Martinskirche wurde 1862 durch eine kleine Kapelle ersetzt. Die Stadtkirche St. Peter und Paul brannte 1803 ab und wurde danach wieder aufgebaut. 

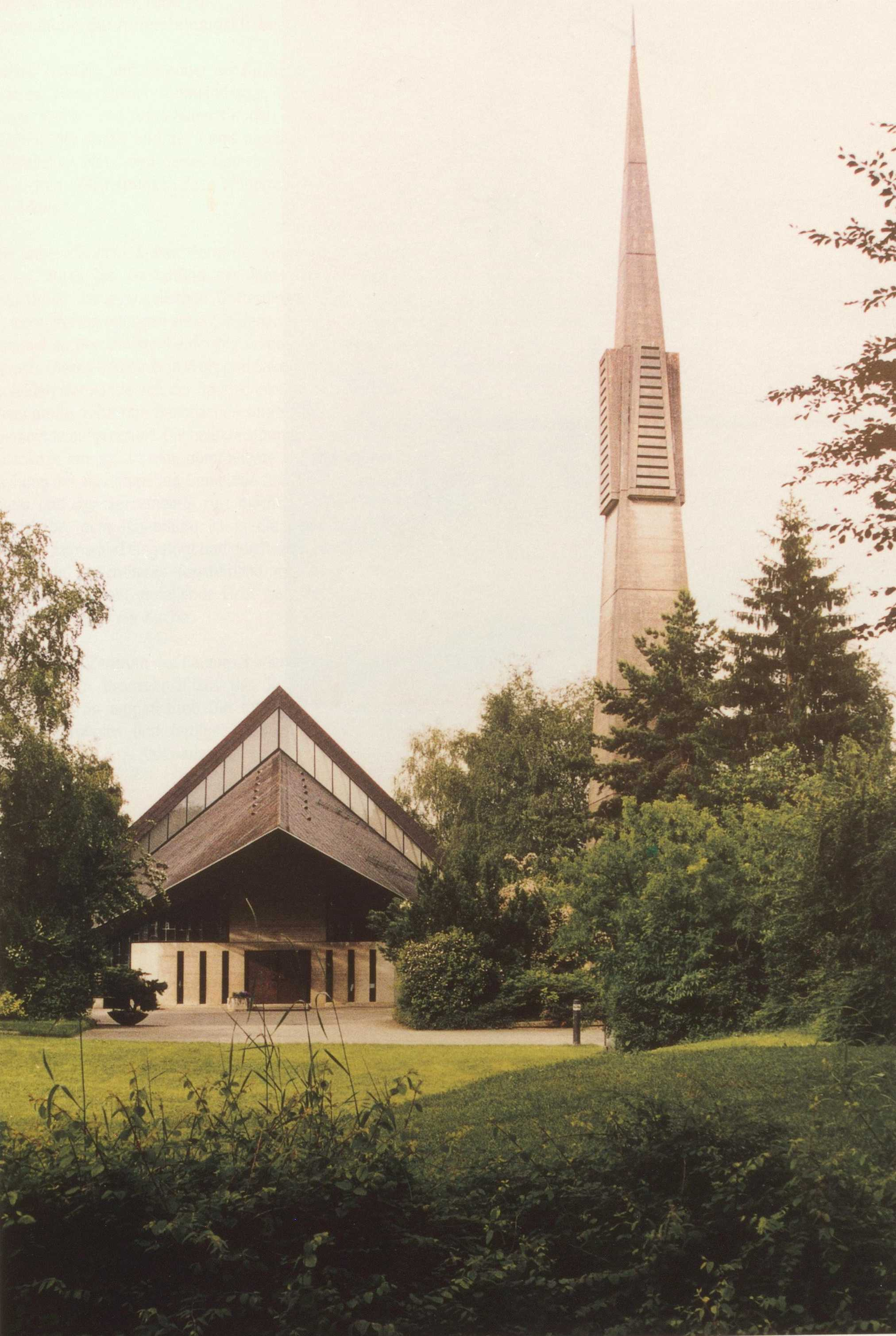
Auferstehungskirche in Tuttlingen

Bis ins 20. Jahrhundert war die Stadtkirche Tuttlingen die alleinige evangelische Kirche der Stadt. Als die Gemeinde durch Zuzug stark anwuchs, wurden 1958 die (neue) Martinskirche, 1966 die Auferstehungskirche und 1986 die Versöhnungskirche im Wohngebiet Lohmehlen gebaut. Das Gebäude der Martinskirche soll in nächster Zeit aufgegeben und verkauft werden.
Die Nendinger Protestanten gehörten bis 2010 zur Kirchengemeinde Mühlheim, ab dem 1. Januar 2011 wurden sie in die Stadtkirche Tuttlingen integriert. In Nendingen gibt es seit 1970 eine eigene Kirche „Krippe Christi“.
Wurmlingen blieb nach der Reformation katholisch. Seit dem 19. Jahrhundert zogen auch evangelische Bewohner zu. 1936 waren es siebzig Evangelische. Sie gehörten zunächst zur Kirchengemeinde Tuttlingen. Nach dem Zweiten Weltkrieg wuchs die Gemeinde stark an und 1954 konnte sich die Gemeinde eine eigene Kirche, die Erlöserkirche erbauen. Ab 1980 wurde Wurmlingen eigene Pfarrei und mit Wirkung vom 12. November 1989 wurde dort die bis 2019 eigenständige Erlöserkirchengemeinde Wurmlingen errichtet.
Die evangelischen Bewohner aus dem Stadtteil Eßlingen gehören zur Kirchengemeinde Talheim.
Zwischen 1951 und 1963 gehörten auch Bärenthal und Beuron zur Kirchengemeinde Tuttlingen. Diese ehemals hohenzollerischen Orte gehörten bis 1. April 1951 zur Kirchengemeinde Sigmaringen, welche seinerzeit mit anderen Kirchengemeinden von der Evangelischen Kirche der Altpreußischen Union in die württembergische Landeskirche umgegliedert wurde. Dabei wurden u. a. die Orte Bärenthal und Beuron von der Kirchengemeinde Sigmaringen abgetrennt und der Kirchengemeinde Tuttlingen zugeordnet. Nach Bildung der neuen Kirchengemeinde Mühlheim an der Donau 1963 wurden beide Orte wieder von Tuttlingen getrennt und der neuen Kirchengemeinde Mühlheim an der Donau zugeordnet.

### Vöhringen

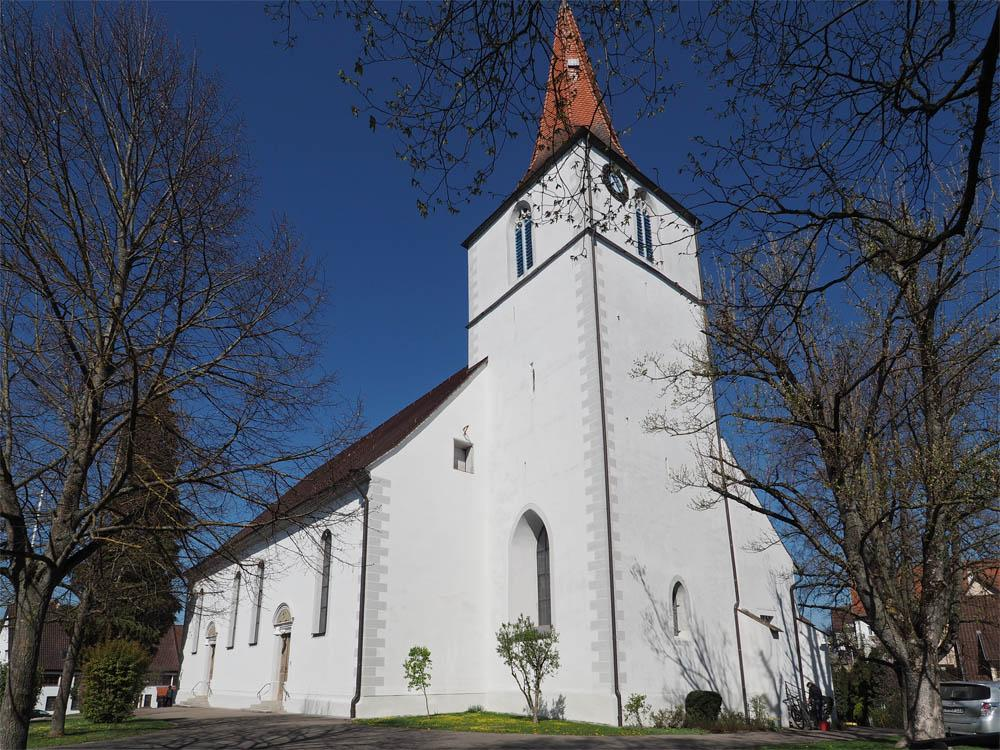
Ev. Kirche Vöhringen

Die Kirchengemeinde Vöhringen (etwa 1.500 Mitglieder) umfasst den Hauptort der Gemeinde Vöhringen. Kirchlich war Vöhringen zunächst Filiale von Bergfelden. 1463 wurde eine eigene Pfarrei errichtet. Aus einer alten Kapelle entstand die heutige Pfarrkirche. Der Chorturm ist frühgotisch, das Langhaus wurde 1774 neu erbaut. Im Innern ist ein Taufstein romanischen Ursprungs zu sehen.

### Wehingen
Die Kirchengemeinde Wehingen (ca. 2.300) umfasst die Gemeinden Wehingen, Deilingen, Egesheim, Gosheim und Reichenbach am Heuberg. Alle Gemeinden blieben nach der Reformation katholisch. Evangelische Bewohner zogen überwiegend erst nach dem Zweiten Weltkrieg zu. Sie gehörten dann zur Kirchengemeinde Aldingen bzw. im Falle von Egesheim, Königsheim und Reichenbach am Heuberg zur Kirchengemeinde Oberdigisheim (Kirchenbezirk Balingen). Durch Bekanntmachung des Oberkirchenrats vom 18. März 1949 wurden Egesheim, Königsheim und Reichenbach am Heuberg ebenfalls der Kirchengemeinde Aldingen zugeordnet und durch weitere Bekanntmachung vom 14. April 1953 wurde schließlich für alle genannten Gemeinden unter Einbeziehung der bisher zur Kirchengemeinde Rietheim gehörigen Gemeinde Bubsheim die selbständige Kirchengemeinde Wehingen gebildet, nachdem das Kultusministerium mit Schreiben von 21. Januar 1953 die neue Kirchengemeinde als Körperschaft des öffentlichen Rechts anerkannt hatte. 1961 wurde in Wehingen dann auch eine eigene evangelische Kirche erbaut und eine Pfarrei errichtet. Die evangelischen Bewohner aus Bubsheim und Königsheim wurden schließlich mit Wirkung vom 1. Januar 2007 von der Kirchengemeinde Wehingen gelöst und der Kirchengemeinde Rietheim zugeordnet.

### Wittershausen

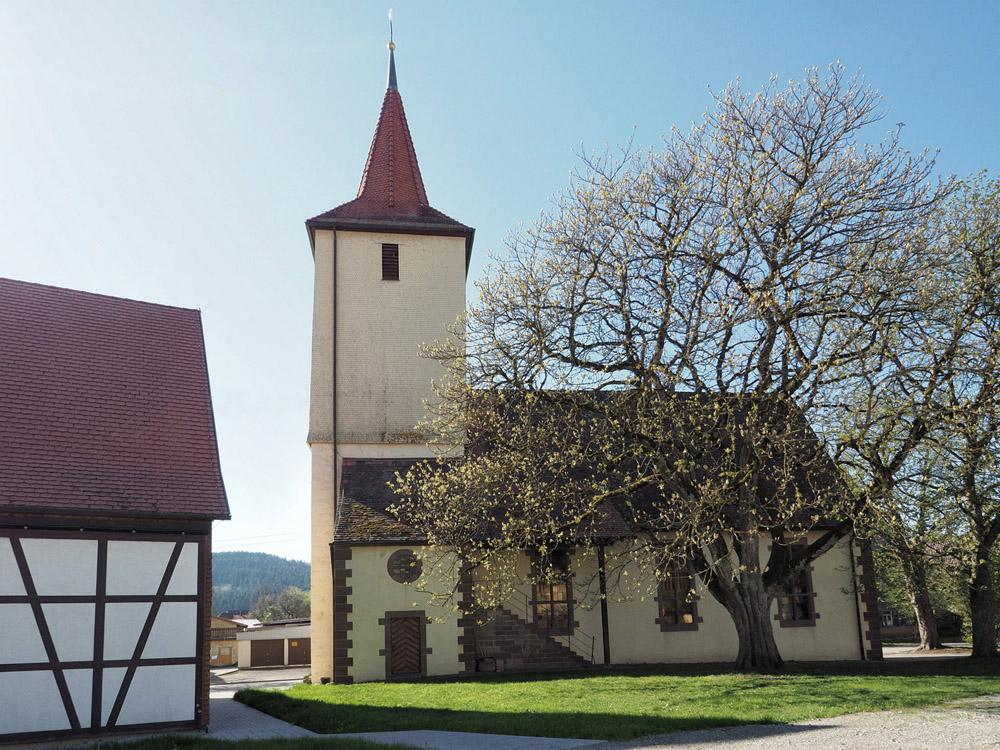
Peter-und-Paul-Kirche in Wittershausen

Die Kirchengemeinde Wittershausen (etwa 600 Mitglieder) umfasst den Ortsteil Wittershausen der Gemeinde Vöhringen. Eine Pfarrei ist in Wittershausen früh bezeugt, war aber wohl Filiale von Oberndorf. 1448 wurde Wittershausen eigene Pfarrei. Über die Grafen von Zimmern kam das Patronatsrecht 1581 an Württemberg. Die Chorturmkirche St. Peter und Paul wurde 1850 erneuert. Im Chor ist ein Kreuzgewölbe, in der Sakristei ein Tonnengewölbe zu sehen.
Die Kirchengemeinde Wittershausen wird derzeit vom Pfarramt Bergfelden betreut.